# Маккабі (футбольний клуб, Тель-Авів)
«Макка́бі» (івр. מועדון כדורגל מכבי תל אביב — Моадон Кадуреґель Маккабі Тель-Авів) — ізраїльський футбольний клуб із Тель-Авіва, є частиною спортивного клубу «Маккабі».
Заснований 1906 року в Яффі як «Маккабі га-Рішон-ле-Ціон», це найстаріший і найбільш титулований футбольний клуб Ізраїлю. Зі заснуванням міста Тель-Авів у 1909 році, клуб змінив назву на «Маккабі». У 1922 році «Маккабі» стало першим єврейським футбольним клубом, який брав участь у місцевих змаганнях. Значення назви «Маккабі» – «нема такого, як ти серед богів» — є невід'ємною частиною характеру команди, на емблемі якої зображена зірка Давида, щоб представляти єврейський народ. «Маккабі» має в активі більше титулів, ніж будь-який інший ізраїльський клуб, здобувши 26 титулів ізраїльської Прем'єр-ліги, 24 Кубки Ізраїлю, 9 Кубків Тото, 8 Суперкубки Ізраїлю та 2 титули Азійського клубного чемпіонату до того, як Ізраїль був виключений з АФК у 1974 році.
«Маккабі» — єдина футбольна команда, яка ніколи не вилітала з ізраїльської Прем'єр-ліги, і одна з трьох ізраїльських команд, які коли-небудь проходили до групового етапу Ліги чемпіонів УЄФА. Клуб названий на честь Макавеїв та інвестує у розвиток і виховання молодих талантів: клуб керує трьома футбольними академіями в районі Тель-Авіва в рамках своєї молодіжної програми, працюючи з понад 750 дітьми віком від 6 до 15 років, а також 17 юнацьких команд з 400 гравцями від 9 до 19 років. Ці команди, як правило, успішно змагаються в місцевих і національних лігах.

## Історія

### До 1950 року

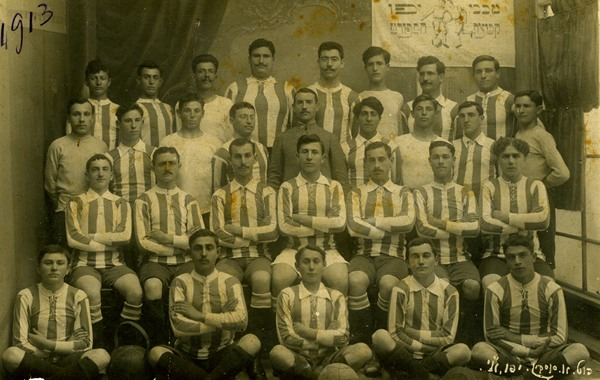
«Маккабі» (Тель-Авів) у 1913 році.

Напередодні Песаху 1906 року група хлопців віком від 14 до 16 років зустрілася в будинку Меїра Дізенгофа. Вони вирішили заснувати перший єврейський футбольний клуб на території тодішньої Османської Палестини. В результаті був створений клуб «Маккабі га-Рішон-ле-Ціон». Перший матч вони виграли з рахунком 3:0 проти команди французьких моряків. Після заснування міста Тель-Авів у 1909 році клуб змінив свою назву на «Маккабі» (Тель-Авів). У 1922 році «Маккабі» стало першою єврейською командою, яка взяла участь у Кубку Палестини, організованому британцями. У 1925 році команда вирушила в турне до Австрії. З 1923 по 1928 рік спорттовариство «Маккабі» організовувало національний турнір для своїх команд під назвою «Маген Шимшон». «Маккабі» (Тель-Авів) двічі вигравав кубок, у 1925 та 1926 роках
На початку 1920-х років, після переходу Палестини під Британський протекторат, «Маккабі» (Тель-Авів) стало відоме як найсильніша футбольна команда в Палестині та проводив численні товариські матчі, в основному проти британських команд.
Офіційні турніри почали проводитися в 1928 році зі створенням Палестинської футбольної асоціації, яка стала членом ФІФА. У 1929 році команда виграла свій перший трофей — Кубок Палестини, перемігши «Маккабі Хашмонай» (Єрусалим) з рахунком 4:0. «Маккабі» знову здобуло чемпіонство через рік, здобувши перемогу над 48-м полком британської армії з рахунком 2:1, і втретє в 1933 році, обігравши «Хапоель» (Тель-Авів) з рахунком 1:0.

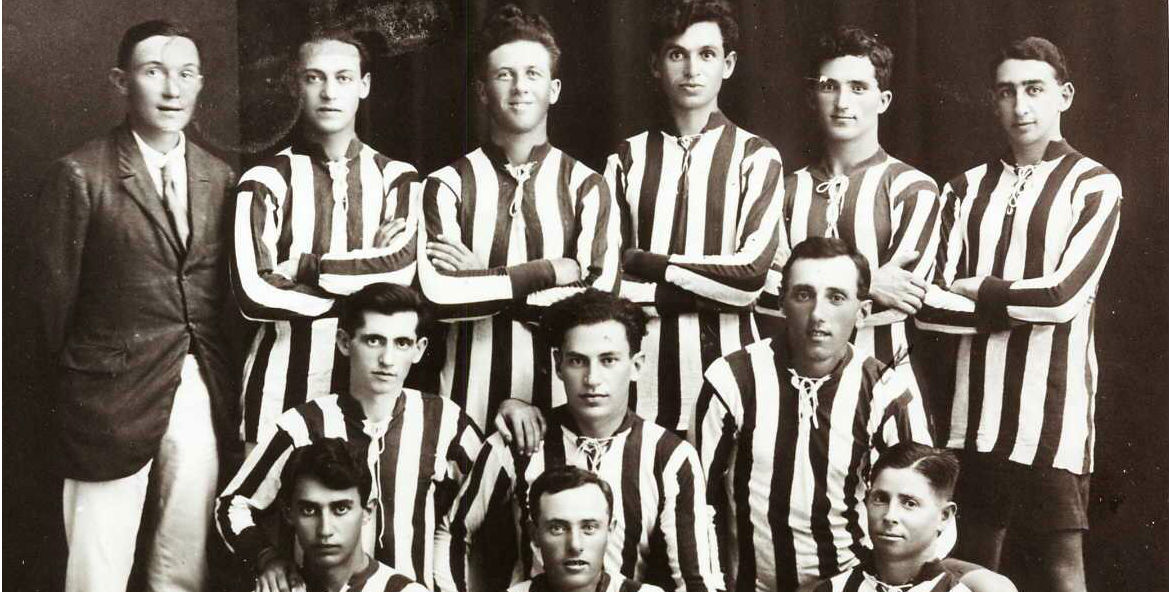
«Маккабі» (Тель-Авів) у 1921 році.

У 1936 році клуб запросили у турне в Сполучених Штатах. По дорозі туди «Маккабі» зіграло у Франції, програвши столичному «Расінгу» з рахунком 2:0 та «Ліллю» з рахунком 3:1. У Сполучених Штатах «Маккабі» перемогло команду збірної Нью-Йорка перед 50 000 глядачів на стадіоні «Янкі», а потім також перемогло команду Американської футбольної ліги в Брукліні та Філадельфії з рахунком 1:0, а також провело матч у Канаді, де зіграло внічию 1:1 проти збірної Торонто. Після цього «Маккабі» продовжило своє турне по США, програвши командам «Сент-Луїс Старз» та «Бостон Селтікс» з рахунком 2:3.
Після повернення зі Сполучених Штатів гравці «Маккабі» оголосили страйк, оскільки їм не виплатили зарплату. У 1937 році, після року страйку, Футбольна асоціація прийняла їхні вимоги, і команда припинила страйк. Того ж року «Маккабі» також виграло свій перший чемпіонський титул. У 1939 році, після початку Другої світової війни, «Маккабі» виграло і свій другий чемпіонат. В кінці того сезону «Маккабі» вирушило у ще одне турне, цього разу до Австралії, де вони були відомі як команда «Палестина», а іноді й як команда «Маккабі Палестина». Вони зіграли 18 ігор, вигравши 11, програвши 5 та зігравши внічию 2. Ігри проходили проти збірних австралійських штатів (Новий Південний Уельс, Вікторія, Квінсленд, Південна Австралія та Західна Австралія), регіональних команд та п'ять «тестових» ігор проти національної збірної Австралії, в яких вони виграли одну, зіграли внічию одну та програли три.

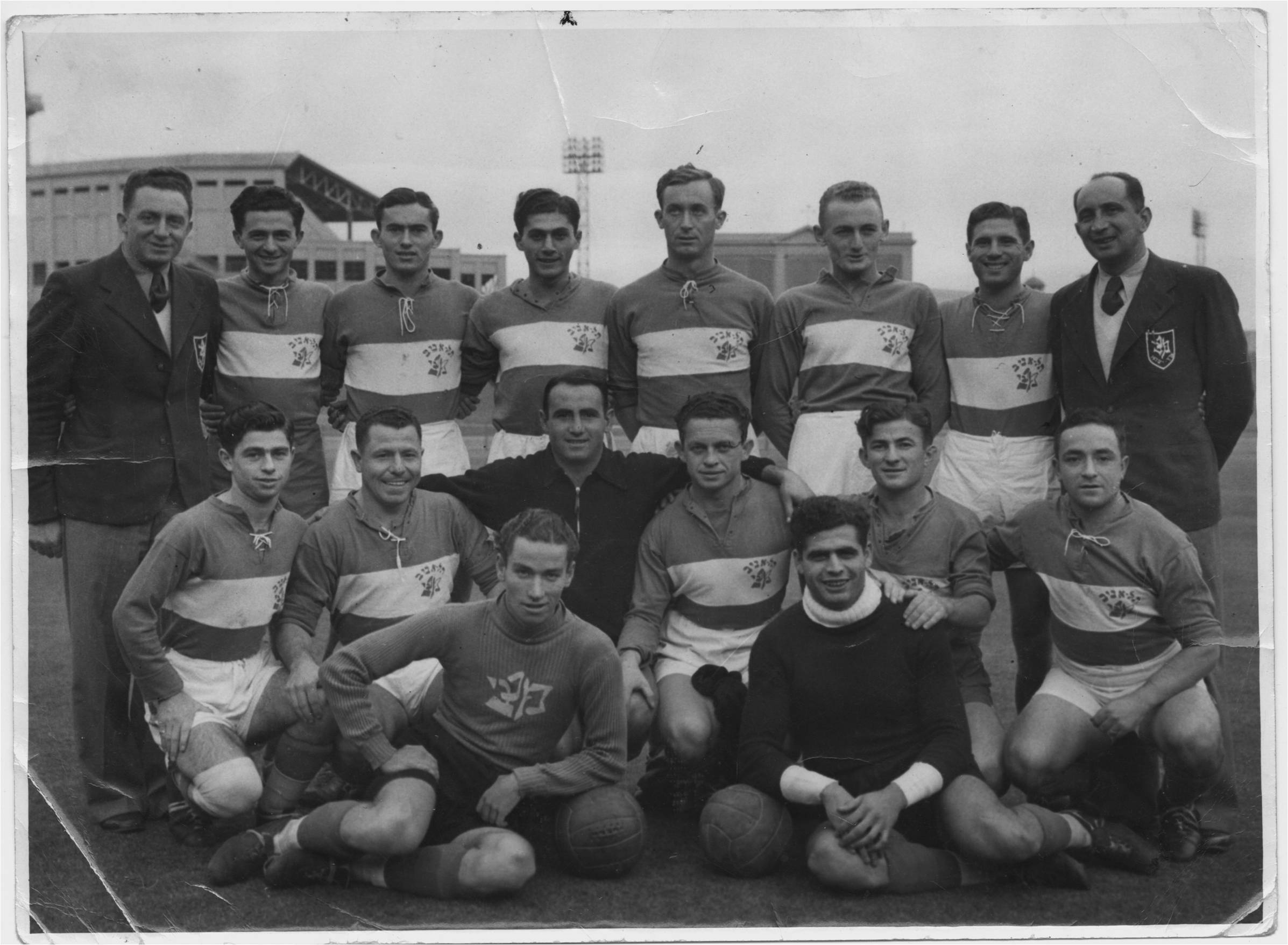
«Маккабі» (Тель-Авів) в Австралії, 1939 рік.

У 1941 році «Маккабі» виграло свій перший «золотий дубль», вигравши як чемпіонат, так і Кубок, перемігши у фіналі «Хапоель» (Тель-Авів) з рахунком 2:1. З 1941 по 1945 рік турніри не проводились через війну, але «Маккабі» продовжувало проводити товариські матчі.
До початку 1940-х років «Маккабі» грало у синьо-білій формі, а прізвисько команди було «сині», поки у 1942 році, на знак солідарності з євреями Європи, яких переслідували нацисти та змушували носити жовту нашивку, гравець команди Йосеф Мирманович не запропонував «Маккабі» грати в жовтих футболках на додаток до традиційних синіх, що використовувалися до того часу. Пропозицію прийняло керівництво клубу, і з того часу кольори команди стали жовто-синіми, причому жовтий замінив синій як основний колір, тоді як старий синій колір став другорядним кольором команди замість білого, який з роками також повернувся, але вже як третьорядний. Таким чином, жовтий колір став головною візитівкою команди, і згодом різні інші команди товариства «Маккабі» з різних міст пішли за «Маккабі» з Тель-Авіва та почали використовувати жовтий колір.
У 1946 році чемпіонат все ще не відновився, але Кубок повернувся, і «Маккабі» перемогло «Хапоель» (Рішон-ле-Ціон) з рахунком 6:0 за сумою двох матчів у фіналі, здобувши черговий трофей. У 1947 році відбувся перший повоєнний чемпіонат і «Маккабі» виграло його, а також вийшло у фінал кубка. Там у матчі проти «Бейтара» (Тель-Авів) «Маккабі» вигравало 3:2, коли суддя не зарахував гол суперників. Гравці «Бейтара» та їхні вболівальники напали на суддю, а захисник «Бейтара» Йом-Тов Маншеров викрав Кубок і зник зі стадіону. В результаті суддя завершив гру, і «Маккабі» було присуджено технічну перемогу, завдяки чому клуб здобув свій другий «золотий дубль». Сорок п'ять років по тому кубок знайшли в Петах-Тікві.

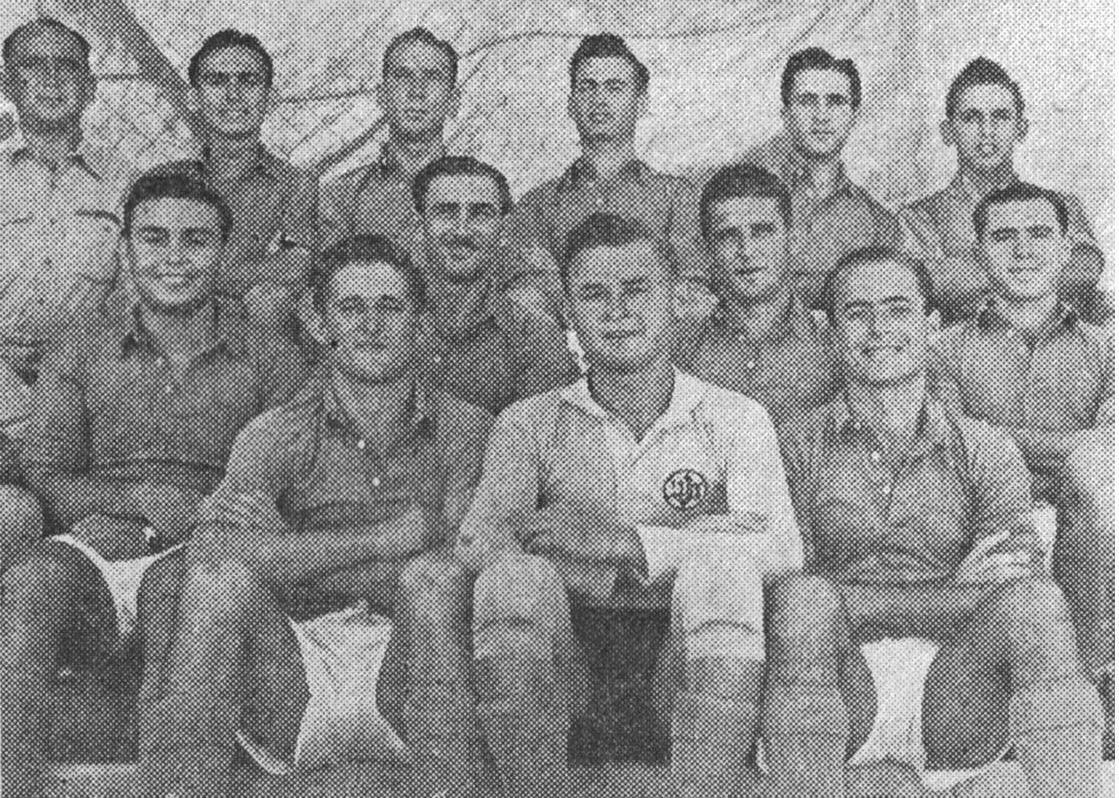
Команда «Маккабі» після перемоги в Кубку 1946 року

### 1950-ті роки
Період після проголошення незалежності Ізраїлю став «золотою добою» для «Маккабі», за яке вони виграли п'ять чемпіонатів і чотири Кубки Ізраїлю. Перший титул чемпіона незалежного Ізраїлю «Маккабі» виграло у сезоні 1949/50. Вирішальним матчем сезону стало друге тель-авівське дербі проти «Хапоеля» (Тель-Авів), яке «Маккабі» виграло з рахунком 1:0 завдяки голу нападника Йосефа Мирмановича. При цьому «Маккабі» встановило рекорд за кількістю забитих голів у турнірі, який залишається незмінним донині — 103 голи, забиті за 24 гри, а головною зіркою тієї команди був легендарний центральний нападник клубу Йегошуа Глазер, який у 1952 році виборов титул найкращого бомбардира з 27 голами і був найкращим бомбардиром клубу, поки Аві Німні не побив його рекорд у 2003 році.
Сезон 1951/52 років знову став чемпіонським для «Маккабі», який вони виграли з перевагою у вісім очок над «Маккабі» (Петах-Тіква), хоча й програли цій команді фінал Кубка. Ця поразка не підкосила команду, яка втретє здобула «золотий дубль» у сезоні 1953/54 років, знову вигравши чемпіонат у «Маккабі» (Петах-Тіква), а у фіналі Кубка вони розгромили «Маккабі» (Нетанья) з рахунком 4:0.

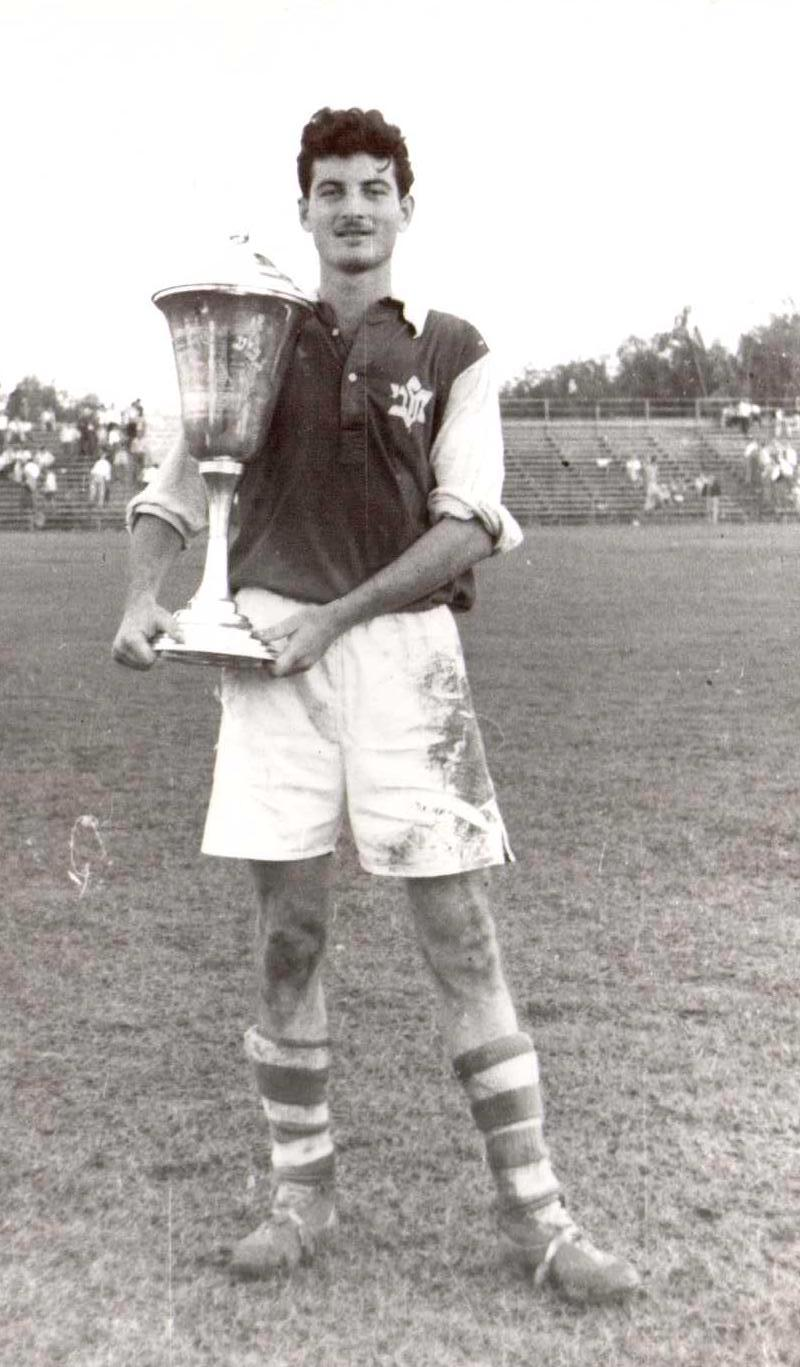
Ной Резнік з Кубком Ізраїлю. 1957 рік.

В наступному сезоні 1954/55 чудова команда «Хапоеля» (Петах-Тіква) з зірковим нападником Нахумом Стельмахом зуміла зупинити гегемонію «Маккабі» і відібрала у них чемпіонство. Однак тель-авівці не були готові віддати всі титули того сезону та здобули переконливу перемогу над тим самим «Хапоелем» з рахунком 3:1 у фіналі Кубка. Надалі «Маккабі» здобувало ще титул чемпіонат Ізраїлю у сезонах 1955/56 та 1957/58, здобувши таким чином п'ятий національний чемпіонат у першому десятилітті існування незалежної держави Ізраїль. Цей титул в останньому сезоні був доповнений черговим «золотим дублем», коли «Маккабі» перемогло «Хапоель» (Хайфа) у фіналі Кубка з рахунком 2:0.
У наступному сезоні «Маккабі» виграло свій другий поспіль Кубок у фіналі, який став одним з найцікавіших в історії змагання. «Маккабі» впевнено прямувало до перемоги, маючи перевагу 4:0 лише за десять хвилин до кінця матчу. Але протягом п'яти з цих останніх десяти хвилин «Хапоель» (Петах-Тіква), ледь не створив сенсацію, забивши 3 голи. Але, зрештою, «Маккабі» втримало перевагу та відсвяткувало чергову перемогу в Кубку Ізраїлю.

### 1960-ті роки
Після «золотого періоду» 1950-х років «Маккабі» у новому десятилітті зіткнулося з труднощами і почало поступово відходити у тінь «Хапоеля» (Петах-Тіква), який наприкінці 1950-х та на початку 1960-х років виграв п'ять чемпіонських титулів поспіль. При цьому чемпіонство у 1960 році було здобуте саме за рахунок «Маккабі»: «жовті» очолювали турнірну таблицю перед останнім туром, але програли свій фінальний матч «Хапоелю» з Хайфи, тим самим віддавши чемпіонство «Хапоелю» (Петах-Тіква). Рік потому бразильський клуб «Сантос» відвідав Ізраїль разом зі своїм легендарним гравцем Пеле, щоб зіграти товариський матч проти команди, що складалася з найкращих гравців як «Маккабі» (Тель-Авів), так і «Хапоеля» (Петах-Тіква). Але навіть об'єднані сили двох найкращих клубів країни не змогли зрівнятися з бразильцями, які перемогли з рахунком 3:1.

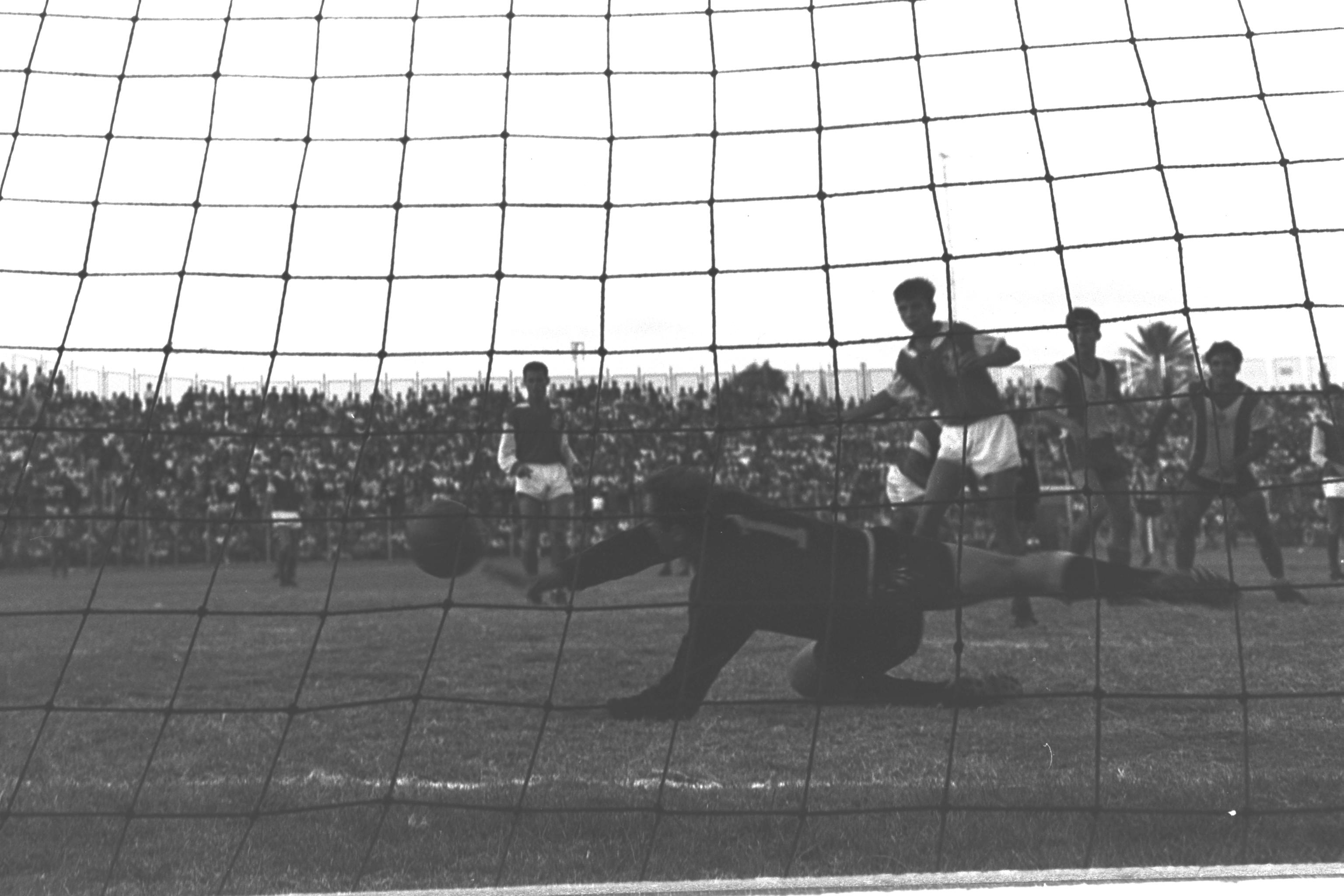
Фінал Кубка Ізраїлю 1964 року на стадіоні «Блумфілд» проти «Хапоеля» (Хайфа).

Після низки нічим не примітних сезонів, у 1962 році повернувся у «Маккабі» (Тель-Авів) один із їхніх найвидатніших тренерів, Джеррі Бейт гаЛеві. Він спочатку грав у команді у 1927—1943 роках, а потім за винятком одного року, був тренером клубу протягом 10 років, з 1947 по 1957 рік, здобувши низку трофеїв. Після повернення, Бейт гаЛеві вирішив залучити велику кількість гравців з молодіжної команди до основної команди, включаючи Цві Розена, Менахема Белло та Гіору Шпігеля, яких пізніше назвали «малюками Джеррі». В результаті «Маккабі» (Тель-Авів) поступово повернулося у форму і в сезоні 1963/64 років виграло Кубок Ізраїлю після другої гри-перегравання проти «Хапоеля» (Хайфа), яку «Маккабі» виграло з рахунком 2:1, здобувши перший трофей після 5-річної перерви.
У наступному сезоні «Маккабі» (Тель-Авів) повторило цей подвиг з таким самим рахунком, цього разу здобувши перемогу над «Бней-Єгудою» в додатковий час. У сезоні 1966/67 років «Маккабі» здобуло третій поспіль Кубок. Цього разу суперником у фіналі були міські суперники «Хапоель» (Тель-Авів), яких «Маккабі» перемогло з тим самим рахунком — 2:1. Хоча кубкові змагання того року проводилися за розкладом, чемпіонат було перервано через Шестиденну війну та продовжено до 1968 року. Під керівництвом свого колишнього півзахисника Ізраеля Галівнера, «Маккабі» виграло цей унікальний подвійний чемпіонат 1966/68, який складався з 60 турів, випередивши «Хапоель» (Петах-Тіква) на три очки на вершині турнірної таблиці.
Але найпам'ятнішою подією десятиліття став успіх «Маккабі» в Азійському клубному чемпіонаті в 1969 році, коли «Маккабі» стало другим ізраїльським футбольним клубом, який виграв міжнародне змагання в історії країни. У фіналі «Маккабі» перемогло південнокорейський клуб «Янджі» в додатковий час завдяки голу нападника Дрора Бар Нура.

### 1970-ті роки
У перший же рік нового десятиліття команда під керівництвом Давида Швейцера здобула черговий «золотий дубль». Фінал Кубка Ізраїлю був виграний завдяки перемозі над «Маккабі» (Нетанія) з рахунком 2:1, в той час як титул чемпіона був здобутий лише за кращою різницею м'ячів, частково завдяки одному з найкращих матчів в історії клубу — розгрому «Хапоеля» (Тель-Авів) з рахунком 5:0 у тель-авівському дербі наприкінці січня 1970 року перед 20 000 глядачів завдяки хет-трику півзахисника Гіори Шпігеля.
Цей результат дозволив команді знову зіграти у Азійському клубному чемпіонаті 1971 року. Там ізраїльтяни дійшли до фіналу, де іракська команда «Аль-Шорта» оголосила, що не братиме участі у фіналі з політичних причин, тому перемогу було присуджено «Маккабі» з рахунком 2:0, завдяки чому клуб вдруге став найсильнішою командою Азії. Втім, у чемпіонаті сезон був невдалим для «Маккабі», оскільки команда посіла лише десяте місце в турнірній таблиці. Але вже через рік вони повернулися на переможний шлях, вигравши своє 13-те чемпіонство в сезоні 1971/72. Однією з головним зірок того сезону та одним з найвидатніших нападників в історії клубу був Дрор Бар Нур, який забив 16 з 45 голів клубу в чемпіонаті та ще два в інших змаганнях.
У наступні роки команда залишалась без трофеїв, а через чотири роки «Маккабі» вперше опинилось в боротьбі за виживання. Перед останнім туром сезону 1975/76 років щонайменше дев'ять клубів боролися за те, щоб залишитися у вищому дивізіоні. «Маккабі» перемогло «Бейтар» (Єрусалим) з рахунком 2:0, уникнувши першого вильоту в історії клубу. У квітні того ж року лідери Першого дивізіону Англійської футбольної ліги, «Квінз Парк Рейнджерс», прибули до Ізраїлю на товариський матч, щоб зіграти з командою «Маккабі» (Тель-Авів), підсиленою трьома найяскравішими зірками ізраїльської першості того часу: нападниками «Маккабі» (Нетанья) Мордехаєм Шпіглером та Одедом Махнесом, а також півзахисником «Бейтара» (Єрусалим) Урі Мальміліаном. «Маккабі» виграло матч з рахунком 2:1 завдяки голам Мальміліана та Шпіглера.
Через рік «Маккабі» повернулось на вершину, здобувши чемпіонство в сезоні 1976/77 і свій другий «золотий дубль» за десятиліття. Вони виграли чемпіонський титул, випередивши «Маккабі» (Яффа) на три очки, а нападник Вікі Перец став найкращим бомбардиром ліги з 17 голами в лізі та ще п'ятьма в Кубку. У кубковому трофею єдиний гол Бенні Табака у ворота «Бейтара» (Тель-Авів) перед 30 000 глядачів на стадіоні «Блумфілд» приніс «Маккабі» Кубок Ізраїлю.
Сезон 1978/79 завершився для клубу 15-м чемпіонством, і останнім на довгий період. Одним з найкращих гравців «Маккабі» того часу був Аві Коен, який отримав прізвисько «ліберо» і вважається одним із найвидатніших захисників в історії ізраїльського футболу. Один із його найпам'ятніших голів був забитий у переможному (2:0) дербі над «Хапоелем» (Тель-Авів) у 1978 році, коли захисник за недосяжною траєкторією з краю штрафного майданчика влучив прямо у ворота суперника. Вікі Перец та Бенні Табак також опинились серед знакових нападників в історії клубу, оскільки перший забив 67 м'ячів, а другий 121 гол у жовто-синій футболці «Маккабі» (Тель-Авів).

### 1980-ті роки

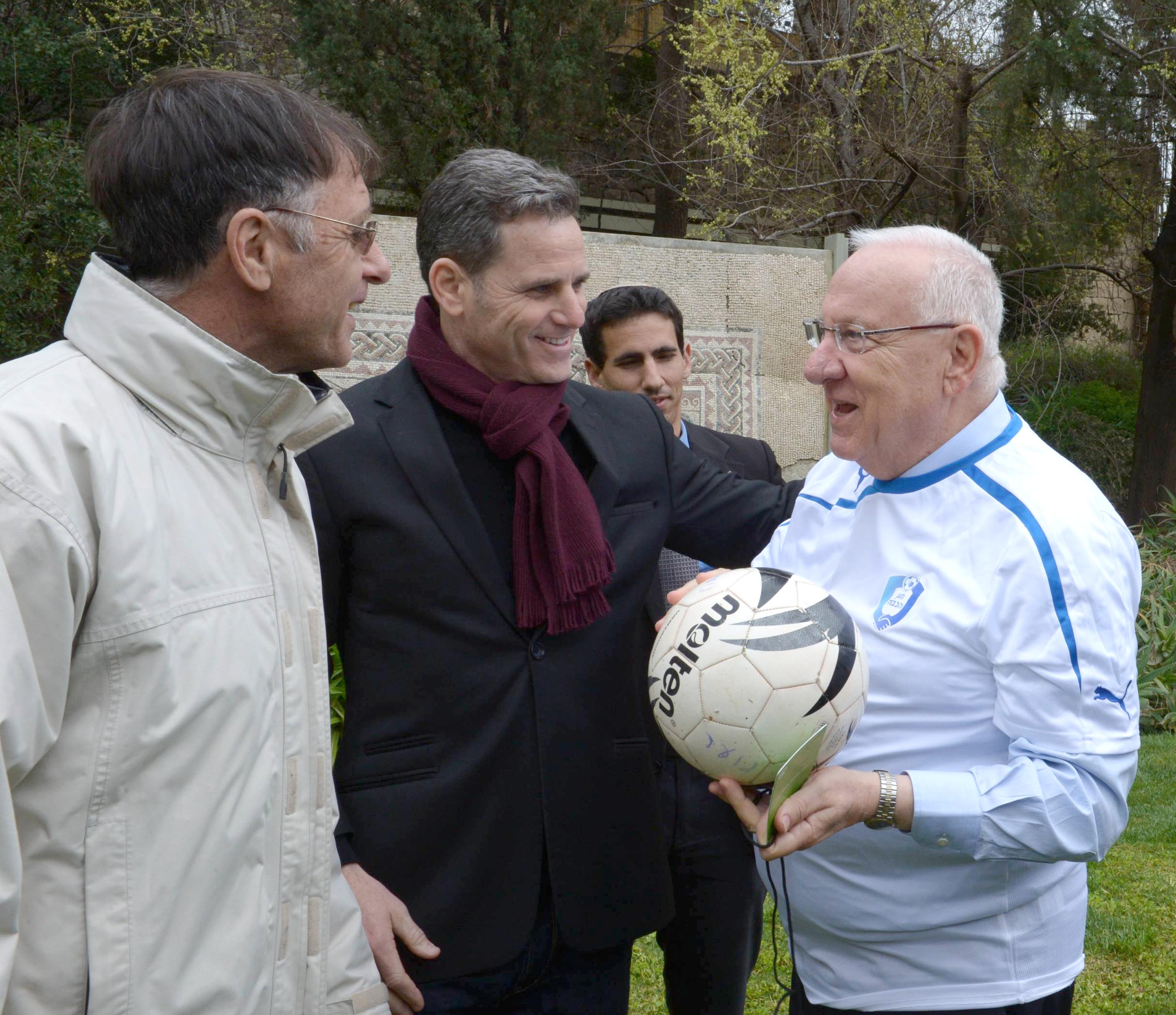
Одед Махнес (ліворуч) та Бонні Гінзбург (праворуч), основні гравці «Маккабі» у 1980-х роках

1980-ті роки стали невдалим періодом для «Маккабі». Хоча клуб додав до своєї колекції трофеїв два Кубки Ізраїлю, команда залишалась без чемпіонського титулу протягом усього десятиліття. Перший із двох поспіль Кубків був здобутий драматичним чином у фіналі проти «Маккабі» (Хайфа) в сезоні 1986/87. Хоча «Маккабі», фінішувало у чемпіонаті третім, на на шість позицій вище за своїх суперників, фінал Кубка був напруженим і завершився з рахунком 3:3 після додаткового часу та перейшов у серію пенальті. І саме останній удар нападника Бенні Табака допоміг «Маккабі» вперше за десять років виграти Кубок країни.
У наступному сезоні «Маккабі», яке тепер очолював Гіора Шпігель, зазнало своєї найгіршої поразки в історії клубу — розгрому з рахунком 0:10 від того ж «Маккабі» з Хайфи. Однак, лише через три тижні клуб вдруге поспіль зіграв у фіналі Кубка, цього разу проти свого головного суперника — «Хапоеля» (Тель-Авів). Незважаючи на свіжі спогади про невдалий виступ у Хайфі, команді вдалося повернутися у форму завдяки голу півзахисника Міккі Коена та ще одному голу Бенні Табака, що призвело до перемоги з рахунком 2:1 та другого поспіль тріумфу у Кубку Ізраїля.
Ще одна пам'ятна подія 1980-х років сталася на початку десятиліття в матчі проти єрусалимського «Бейтара», що відбувся на стадіоні YMCA в Єрусалимі у другому турі сезону 1981/82 років. Суддя матчу Абрахам Кляйн, який мав міжнародну категорію і студив навіть на чемпіонаті світу, не зарахував гол «Бейтара», але гравці продовжували святкувати. Захисник «Маккабі» Менахем Белло швидко відновив гру, віддавши пас півзахиснику Моті Іваніру, який опинився сам на сам із воротарем «Бейтара» Йоссі Мізрахі. На превеликий гнів місцевих уболівальників, він забив гол, який зрештою призвів до перемоги «Маккабі» з рахунком 2:1. В кінці гри гравці «Маккабі» були змушені годинами барикадуватися в роздягальні, поки вболівальники «Бейтара» залишалися біля роздягальні, намагаючись на них напасти.
Незважаючи на не надто блискучі виступи «Маккабі» протягом десятиліття, у клубі було багато видатних гравців, зокрема Моті Іванір, який дебютував за «Маккабі» у віці 16 років і забив 67 голів протягом десятиліття, за винятком двох років, які він провів у голландському клубі «Рода», Бонні Гінзбург, що захищав ворота «Маккабі» з початку десятиліття до сезону 1987/88 років і заробив собі місце в національній збірній, а через два роки став першим ізраїльським воротарем, який грав за кордоном, а також Елі Дрікс, один з найкращих нападників клубу всіх часів, який пройшов через молодіжні команди на початку 1980-х років і розпочав успішну кар'єру в центрі атаки «Маккабі» (Тель-Авів), яка тривала 20 років.

### 1990-ті роки

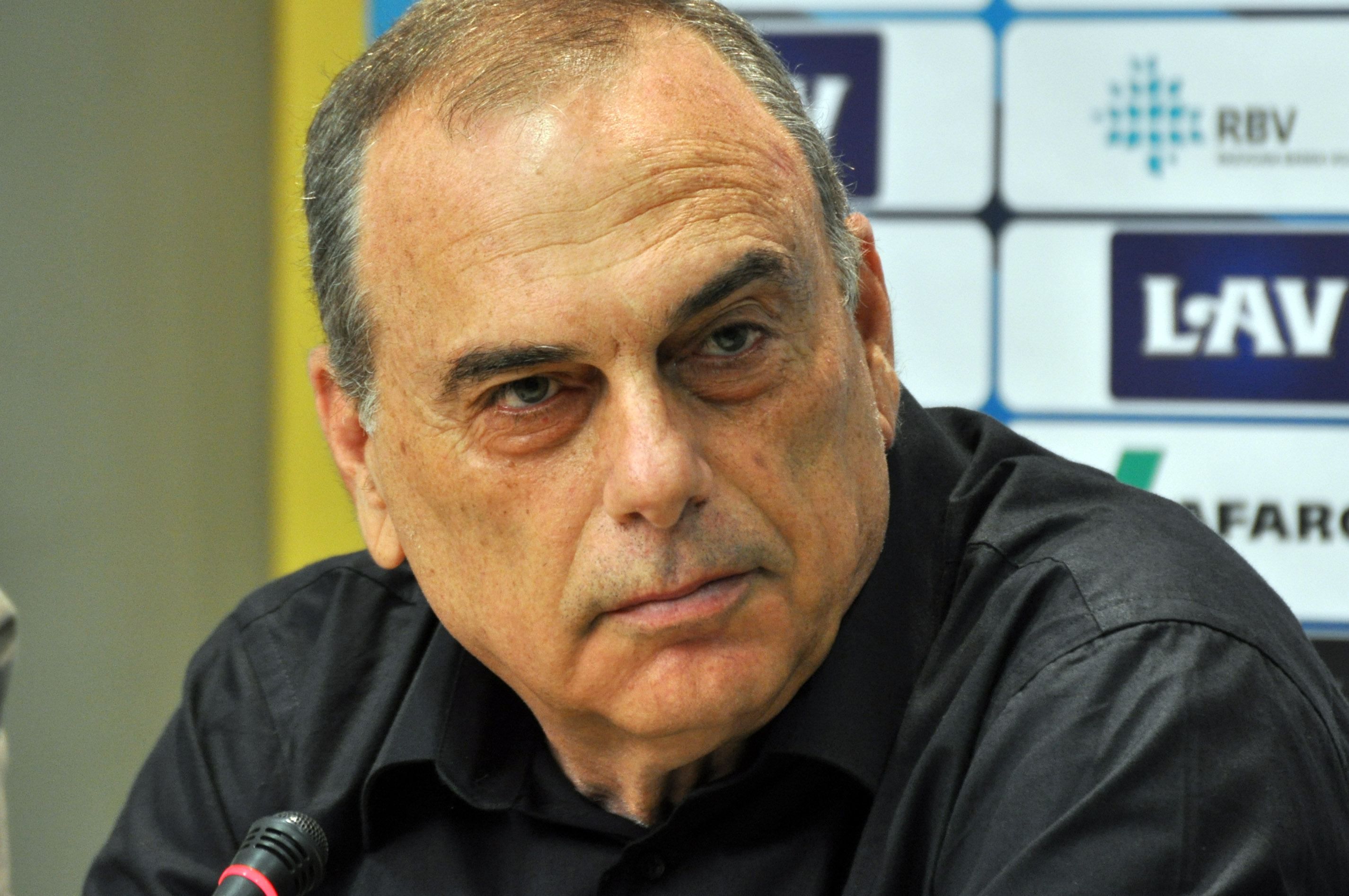
Аврам Грант, головний тренер, клубу у 1991–95, і 1996–00 роках.

Після невдалого десятиліття 1980-х років молодий головний тренер Аврам Грант взяв на себе керівництво «Маккабі» і привів із собою цілу плеяду молодих гравців, розпочавши одне з найуспішніших десятиліть в історії клубу.
Все почалося в сезоні 1991/92 років, коли завдяки атакувальному футболу під керівництвом Гранта, «Маккабі» вперше за тринадцять років виграло чемпіонат Ізраїлю. Цьому успіху, серед іншого, посприяв прихід до клубу росіян, воротаря Олександра Уварова та захисника Олександра Полукарова, які разом із молодими півзахисниками Аві Німні та Іциком Зохаром повернули «Маккабі» на вершину ізраїльського футболу. У сезоні 1992/93 років ця талановита група молодих гравців також здобула перемогу в Кубку Тото вперше в історії команди, а наступного сезону, завдяки голам Іцика Зохара та Ніра Клінгера у фіналі проти їх заклятих суперників, «Хапоеля» (Тель-Авів), виграла Кубок Ізраїлю 1993/94. У чемпіонаті команда теж виступила чудово того року, завершивши сезон з 88 очками, але чемпіонський титул не здобула, оскільки «Маккабі» з Хайфи провели ще більш вражаючий сезон, у якому вони зіграли всі 39 матчів чемпіонату без поразок і випередили «Маккабі» у боротьбі за чемпіонство.
Наступного сезону Грант та його підопічні зуміли повернути чемпіонство до «Маккабі», здобувши 17-й чемпіонський титул в історії клубу.

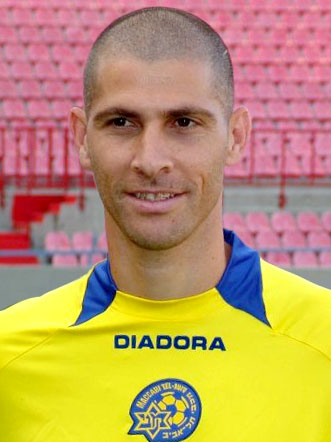
Аві Німні, найкращий гравець «Маккабі» 1990-х та 2000-х років

1995 року група «Мофет» взяла під контроль «Маккабі» (Тель-Авів), і в результаті Аврама Грант покинув клуб. Його наступник, Дрор Каштан, провів один з найкращих сезонів в історії клубу. Їхніми головними суперниками знову стало «Маккабі» (Хайфа). Саме матч між цими командами став найбільш пам'ятним у тому сезоні. Коли гравці прямували до роздягальні, програючи 1:0 після першого тайму, Каштан несподівано вирішив повернути своїх гравців чекати на суперників на полі. Це дало свої результати і другому таймі голи нападника Елі Дрікса та півзахисників Ніра Клінгера та Аві Німні змогли переломити хід матчу. Ця перемога з рахунком 3:1 не тільки принесла клубу 18-те чемпіонство, але й проклала шлях до «золотого дубля» після розгрому «Хапоеля» (Рішон-ле-Ціон) з рахунком 4:1 у фіналі Кубка Ізраїлю.
З приєднанням Ізраїлю до європейського футболу у 1992 році, «Маккабі» (Тель-Авів) також отримало щанс залишити свій слід у цьому престижному змаганні. Сезон 1992/93 років став дебютним, коли «Маккабі» взяло участь у кваліфікації Ліги чемпіонів УЄФА, і в першому раунді вони перемогли мальтійський клуб «Валлетта», але програли бельгійському «Брюгге» у другому раунді. У сезоні 1994/95 років «Маккабі» вилетіло у другому раунді Кубка володарів кубків від німецького «Вердера» із загальним рахунком 2:0. Наступного сезону «Маккабі» знову спробував щастя у кваліфікації Ліги чемпіонів і майже досяг успіху, але поразка від швейцарського «Грассгоппера» із загальним рахунком 1:2 не дозволила ізраїльтянам вперше вийти до групового етапу. У 1996 році вже турецький клуб «Фенербахче» став на шляху «Маккабі» до групового етапу, через що клуб вилетів до Кубку УЄФА, програвши там іспанському «Тенерифе». У сезоні 1999/00 «Маккабі» обіграло литовський «Каунас» у кваліфікації Кубка УЄФА, але потім програв французькому «Лансу» з рахунком 3:4 у першому раунді.

### 2000-ті роки

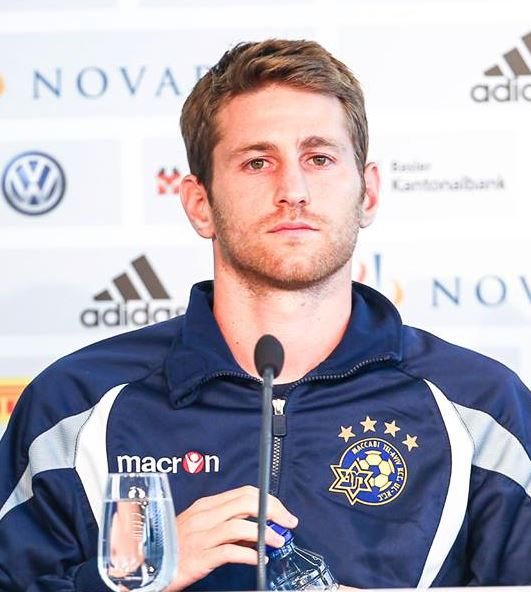
Шеран Єйні грав у клубі 15 років і був капітаном команди.

Завдяки особливо атакувальному стилю футболу, який пропагував головний тренер Нір Клінгер, нове тисячоліття розпочалося дуже добре для «Маккабі», яке виграло два поспіль Кубки Ізраїлю. У чемпіонаті в сезоні 2000/01 років «Маккабі» посіло лише четверте місце в турнірній таблиці, але з найбільшою кількістю голів серед усіх клубів Ізраїльської Прем'єр-ліги — 71. Особливо пам'ятним був розгром «Хапоеля» з Рішон ле-Ціона з рахунком 10:1 у січні.
Наступний сезон значною мірою запам'ятався трагічною подією, яка сталася 26 січня 2002 року під час матчу проти єрусалимського «Бейтара». Захисник «Маккабі» Мені Леві раптово знепритомнів посеред поля, піднявся, а потім знову знепритомнів. Йому надавали довгу медичну допомогу на полі. Зрештою, матч скасували, а Леві доставили до лікарні. Протягом кількох років Леві лікувався в реабілітаційному центрі «Бейт Левінштейн» у Раанані, але, на жаль, не зміг одужати і залишився у паралізованому стані. Згодом, клуб вирішив вивести з обігу футболку Леві з 12 номером. Поступово команда оговталася від цього трагічного інциденту та завершила сезон, здобувши свій другий поспіль Кубок Ізраїлю. У фіналі «Маккабі» перемогло у серії пенальті чемпіона того сезону «Маккабі» (Хайфа), після того як команди зіграли в «суху» нічию в основний і додатковий час.

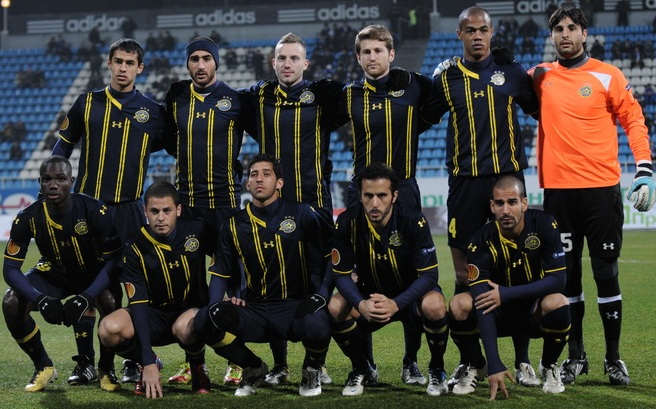
Командне фото перед матчем проти київського «Динамо». 2011 рік.

У наступному сезоні «Маккабі» виграло чемпіонат. Підопічні Ніра Клінгера очолили турнірну таблицю лише за різницею м'ячів, забивши лише на два голи більше за «Маккабі» (Хайфа), їх конкурента за золоті медалі. Цей результат дозволив команді після шестирічної перерви знову зіграти у Лізі чемпіонів у сезоні 2004/05. У стадії плей-оф кваліфікації вони перемогли грецький ПАОК (Салоніки) та стали другим ізраїльським клубом після «Маккабі» (Хайфа), який вийшов до групового етапу найпрестижнішого європейського турніру. Там вони потрапили до групи смерті разом із німецькою «Баварією», італійським «Ювентусом» та нідерландським «Аяксом». Тим не менш, «Маккабі» вдалося завершити груповий етап з чотирма очками, перемігши «Аякс» та зігравши внічию з «Ювентусом» вдома. Витративши усі сили на єврокубки, вони завершили чемпіонат лише на восьмому місці в турнірній таблиці, але знову здобули Кубок країни, вигравши в серії пенальті у фіналі проти «Маккабі» (Герцлія).
Після цього здобутого третього Кубка Ізраїля за п'ять сезонів, успіхи «Маккабі» різко погіршилися, і команда протягом трьох років не могла здобути жодного трофею. Перший з цих сезонів, 2005/06 років, запам'ятався особливо тим, що отримав прізвисько «сезон „Галактікос“» завдяки команді, яка святкувала своє 100-річчя і об'єднала у команді таких гравців, як ізраїльський збірник Еяль Беркович, хорватська зірка Джовані Росо та легендарний гравець «Маккабі» всіх часів Аві Німні. Незважаючи на зірковий склад, «Маккабі» не змогло перетворити цю якість на переможну форму та завершило сезон на 6 місці турнірної таблиці.
28 грудня 2007 року клуб перейшов до рук мільярдера Алекса Шнайдера, який спрямував великі суми грошей до клубу, головним чином на погашення боргів та розвиток молодіжного відділу. За один лише 2008 рік Шнайдер інвестував у клуб майже 40 мільйонів шекелів власних коштів, а згодом ця сума зросла до 20 мільйонів доларів США. 3 серпня 2009 року Шнайдер передав команду канадському мільярдеру, Мітчеллу Голдхару. Водночас товариство «Маккабі» (Тель-Авів) також передало свою частку, 20 %, Голдхару, зробивши його єдиним власником команди. У своєму першому сезоні як власник команди Голдхар вирішив не інвестувати фінансово в команду.

### 2010-ті роки
Напередодні сезону 2010/11 команда провела масштабну кампанію з придбання гравців, під час якої було підписано 13 нових гравців. Цього сезону бюджет команди побив ізраїльський рекорд, перетнувши позначку в 100 мільйонів шекелів. Цей сезон для «Маккабі» запам'ятався вдалими виступами у в Європі, де вони змогли перемогти сильний грецький «Олімпіакос» з рахунком 1:0 у домашньому матчі кваліфікації Ліги Європи УЄФА. Ця перемога вивела «Маккабі» до першого раунду змагань, де, незважаючи на сенсаційну перемогу з рахунком 4:3 у домашньому матчі над французьким грандом «Парі Сен-Жерменом», ізраїльтяни не змогли пройти далі через поразку 0:2 у столиці Франції. Наступного сезону «Маккабі» здобуло знамениту перемогу над грецьким «Панатінаїкосом», перемігши їх з рахунком 3:0 на стадіоні «Блумфілд» у кваліфікаційному етапі Ліги Європи, завдяки чому «Маккабі» вперше в історії вдалося вийти до групового етапу цього турніру. Втім, клуб набрав лише два очки в групі, в якій були турецький «Бешикташ», українське «Динамо» (Київ) та англійський «Сток Сіті».

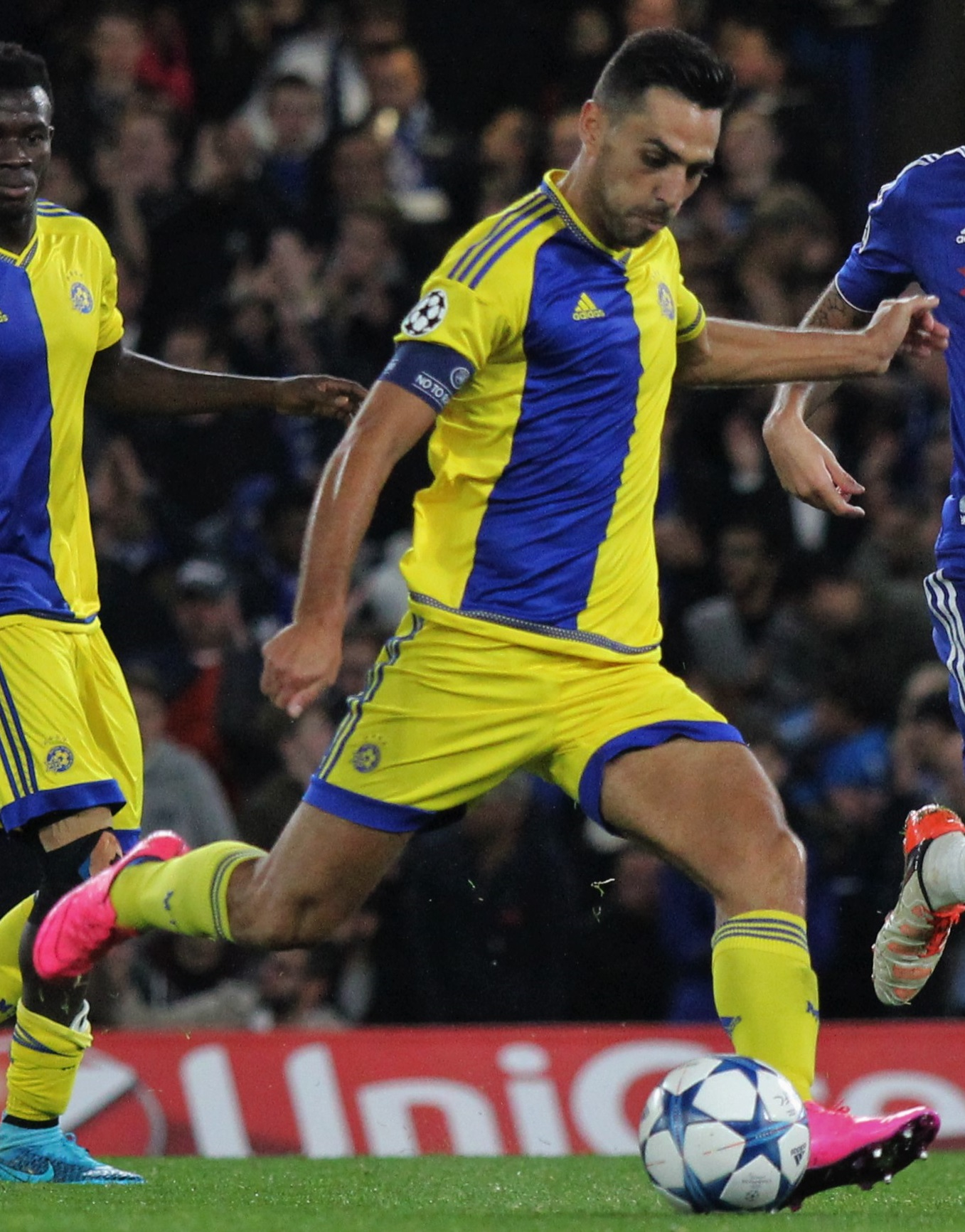
Еран Захаві, який забив 99 голів у 120 матчах чемпіонату за «Маккабі».

Сезон 2012/13 років нарешті поклав край невдачам «Маккабі» у чемпіонаті і приніс клубу перешу перемогу за десять років. Під керівництвом нового директора з футболу Йорді Кройфа та головного тренера Оскара Гарсії «Маккабі» домінувало у Прем'єр-лізі та вибороло титул, випереджаючи свого найближчого суперника на тринадцять очок. Тель-авівці завершили сезон з найбільшою кількістю забитих голів у лізі — 78, пропустивши при цьому найменшу кількість — лише 30. Очолював цю атаку найкращий бомбардир чемпіонату, нападник Еліран Атар, з 22 голами, але до нього приєдналися півзахисник Махаран Раді (8 голів плюс 1 результативних передач), молодий нападник Моанес Дабур (10 голів), а також шведський нападник Раде Пріца (8 голів) та півзахисник Еран Захаві (7 голів), які обидва приєднались до клубу в січневе трансферне вікно. В обороні тон задавали два центральні захисники «Маккабі», Ейтан Тібі та іспанець Карлос Гарсія, яким допомагав нігерійський воротар Вінсент Еньєама.
Перед сезоном 2013/14 років Паулу Соуза замінив Оскара Гарсію на посаді головного тренера. Також клуб покинуло кілька ключових гравців, зокрема, Вінсент Еньєама перейшов до «Лілля» (замість якого придбали іспанського воротаря Хуана Пабло Колінаса), а Никола Митрович приєднався до «Відеотона». Тим не менш, команда продовжила свій успіх у чемпіонаті та захистила свій чемпіонський титул завдяки голам Ерана Захаві. Команда також досягла успіху в Лізі Європи УЄФА, вперше у своїй історії вийшовши зі складної групи до 1/16 фіналу, де зрештою вилетіла від «Базеля».
Сезон 2014/15 років характеризувався складним початком. Конфлікт між Ізраїлем та Газою 2014 року призвів до того, що єврокубки були проведені за межами Ізраїлю. Через це у кваліфікації Ліги чемпіонів УЄФА вони програли «Марибору» (0:1; 2:2), а потім вони також програли у кваліфікації Ліги Європи «Астерасу» (0:2; 3:1), вилетівши з єврокубків. Також відбулися зміни на посаді тренера, оскільки Паулу Соуза переїхав до «Базеля», Оскар Гарсія повернувся до команди, але змушений був її покинути через військові дії, тому його замінив співвітчизник Пако Аєстаран. Під час тель-авівського дербі 3 листопада 2014 року вболівальник «Хапоеля» (Тель-Авів) увірвався на поле з наміром напасти на зірку «Маккабі» Ерана Захаві, якому показали червону картку за самозахист. Після події в обох команд було знято по одному очку, і матч був визнаний незіграним. Однак, це не завадило «Маккабі» (Тель-Авів) стати першою ізраїльською командою, яка виграла всі три місцеві трофеї — Прем'єр-лігу, Кубок Ізраїлю та Кубок Тото. Важливими гравцями у цьому досягненні стали Носа Іджебор та Еден Бен-Басат, але найкращим гравцем команди, як і раніше, залишався Еран Захаві, який побив ізраїльський рекорд за кількістю голів поспіль, забивши 27 голів протягом сезону.

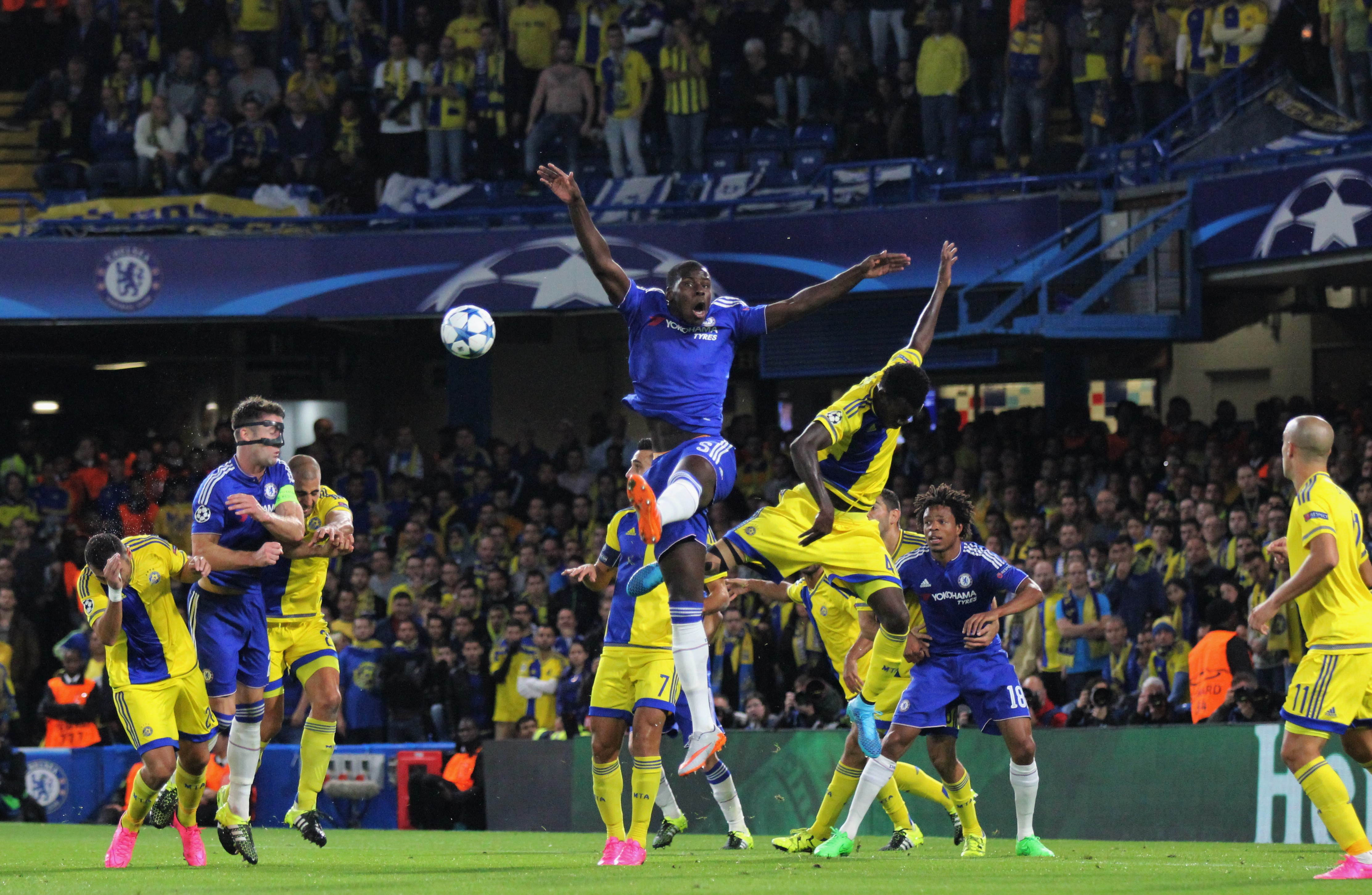
«Маккабі» у матчі проти «Челсі» у груповому етапі Ліги чемпіонів 2015/16 років

У сезоні 2015/16 років команда вперше за 11 років кваліфікувалася до групового етапу Ліги чемпіонів, потрапивши до групи G разом із «Челсі», «Порту» та київським «Динамо». Однак, ці три клуби виявилися занадто сильними для «Маккабі», і ізрапїльтяни програли всі 6 матчів групового етапу, забивши лише 1 гол і пропустивши 16. Також «Маккабі» вибуло на груповому етапі Кубка Тото. У чемпіонаті головним суперником «Маккабі» за титул був «Хапоель» (Беер-Шева). Після поразки від цієї команди на стадіоні «Блумфілд», головний тренер Славиша Йоканович покинув клуб і був замінений Петером Бошем, який допоміг покращити виступи «Маккабі» та знову потрапити в боротьбу за титул. У найважливішій грі сезону проти «Хапоеля» перемога вивела б «Маккабі» на 1-ше місце завдяки різниці м'ячів, тоді як будь-який інший результат залишив би клуб з Беер-Шеви на 1-му місці з перевагою в 3 очки лише за 3 гри до кінця гри. «Маккабі» не зуміло вскрити оборону суперника і завершило ту гру «сухою» нічиєю 0:0, залишивши «Хапоель» попереду, а в наступному турі знову втратило очки, цього разу проти «Хапоеля» (Раанана), зігравши внічию 1:1 і майже втративши шанси на титул, оскільки «Хапоель тепер мав перевагу в 5 очок лише за 2 гри до кінця. В підсумку «Маккабі» стало лише другим і фінал Кубка був останнім шансом тель-авівців виграти трофей цього сезону. Однак, «Маккабі» з Хайфи перемогло з рахунком 1:0 і виграло свій перший кубок за 18 років, а Петер Бош покинув посаду, оскільки «Маккабі» (Тель-Авів) завершило сезон без трофеїв вперше за чотири роки. Еран Захаві, зірковий гравець «Маккабі», був проданий у китайське «Гуанчжоу» за 8,5 млн. доларів наприкінці сезону.

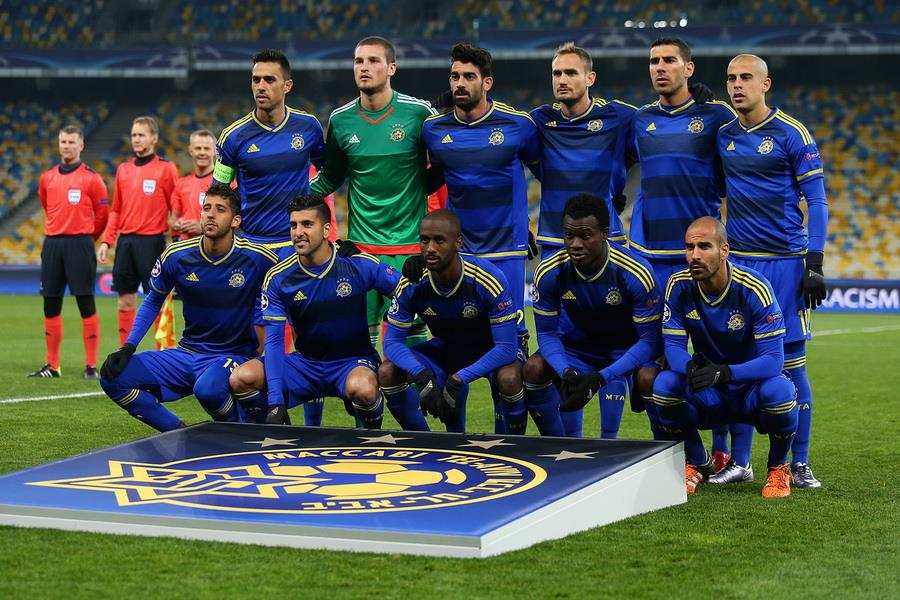
Командне фото перед матчем проти київського «Динамо» у Лізі чемпіонів 2015/16 років.

У наступному сезоні 2016/17 Шота Арвеладзе був призначений головним тренером і успішно допоміг клубу вийти до групового етапу Ліги Європи, де вони грали проти «Зеніту», АЗ (Алкмар) та «Дандолка», посівши третє місце. Особливо розчарував перший матч, оскільки вони втратили перевагу 3:0 у домашньому матчі проти «Зеніту», програвши ту гру 3:4. В результаті «Маккабі» набрало сім очок, але через ту прикру поразку не зміг пройти далі. Натомість, у чемпіонаті «Маккабі» перемогло «Хапоель» (Тель-Авів) з рахунком 5:0, повторивши найбільшу перемогу в дербі сезону 1969/70. Арвеладзе покинув клуб у середині сезону, і його замінив анголець Літу Відігал, під керівництвом якого команда завершила сезон на 2-му місці і дійшла до фіналу Кубка, таким чином вдруге поспіль залишилась без жодного трофею.
На сезон 2017/18 Йорді Кройф був призначений головним тренером команди, який перед тим п'ять років був спортивним директором «жовто-синіх». Під його керівництвом тенденція посідати друге місце як у чемпіонаті так і кубку залишилася. Цього разу вони програли фінал кубка місцевим суперникам, клубу «Бней-Єгуда» по пенальті після нічиєї 0:0 в основний час. Але їм все ж вдалося виграти Кубок Тото, обігравши у фіналі «Хапоель» з Беер-Шеви. Крім того, «Маккабі» другий сезон поспіль вийшло до групового етапу Ліги Європи, де зіграло з «Астаною», «Славією» та «Вільярреалом». Ізраїльтянам сенсаційно вдалося перемогти команду Ла Ліги в Іспанії з рахунком 1:0, а також зіграти внічию 0:0 вдома, але усі інші ігри вони програли не забивши жодного голу, тому посіли останнє місце у групі.
Владимира Івича було призначено головним тренером на початку сезону 2018/19. Під керівництвом сербського тренера «Маккабі» провело вражаючий сезон і встановило багато рекордів — «жовто-сині» виграли чемпіонат з перевагою в 31 очко, набрали 89 очок (рекорд клубу) і здобули титул вже у кінці березня, що стало найранішим здобуттям чемпіонства в історії. Клуб також виграв Кубок Тото другий сезон поспіль, перемігши у фіналі «Маккабі» з Хайфи з рахунком 2:1. Однак, несподівано слабкі виступи у єврокубках не дозволили команді потрапити до групового етапу. У кваліфікації Ліги чемпіонів вони зазнали поразки від ЧФР (Клуж) (0:1, 2:2), а потім програли і в кваліфікації Ліги Європи від скромної «Судуви».
У наступному сезоні під керівництвом Івича команда продовжила успішну серію в чемпіонаті та виграла другий поспіль чемпіонський титул. Протягом того сезону «Маккабі» зберегло свої ворота «сухими» у 14 матчах, пропустивши загалом лише 10 голів і побивши таким чином рекорд турніру. В кінці сезону Івич завершив свою посаду головного тренера «Маккабі».

### 2020-ті роки

Логотип клубу у 2013–2021 роках.

Перед сезоном 2020/21 років «Маккабі» призначило грецького тренера Йоргоса Доніса наступником Івича і клуб під його керівництвом додав два титули до своєї колекції трофеїв, вигравши Суперкубок Ізраїлю, а також Кубок Тото. На євроарені клубу вдалось вийти до групового етапу Ліги Європи, де вони зіграли з майбутніми переможцями, «Вільярреалом», а також з «Сівасспором» та «Карабахом», посівши друге місце, завдяки чому вийшли до 1/16 фіналу, але там програли «Шахтарю» з Донецька. Ще до цього, 23 грудня 2020 року Доніса було звільнено після 11 турів чемпіонату, в яких вони набрали лише 17 очок і замінено на Патріка ван Леувена. У сезоні 2020/21 під його керівництвом команда посіла друге місце в Прем'єр-лізі та виграла Кубок Ізраїлю.
30 червня 2021 року було оголошено про зміну логотипу команди, вперше з 1994 року.

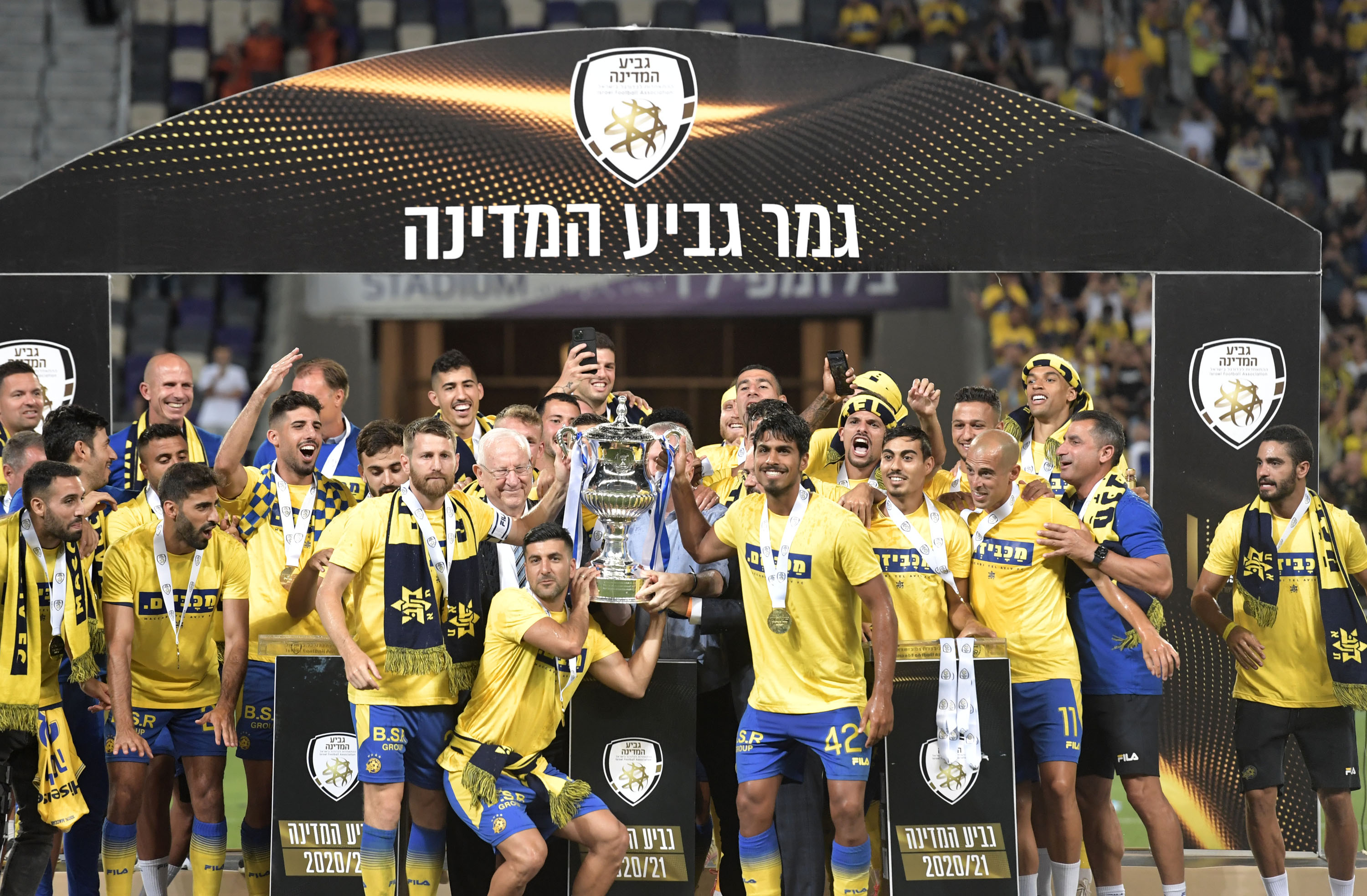
Гравці «Маккабі» з трофеєм святкують перемогу у Кубку Ізраїлю 2020/21.

У сезоні 2021/22 команда вперше зіграла у новоствореній Лізі Конференцій та одразу вийшла до групового етапу змагань. Там «Маккабі» потрапило до групи А разом з ЛАСКом з Австрії, ГІКом з Фінляндії та «Алашкертом» з Вірменії і посіло друге місце, вийшовши до плей-оф, де вибуло від нідерландського ПСВ. Натомість, у чемпіонаті команда виступала вкрай невдало і 26 жовтня 2021 року ван Леувена звільнили з посади тренера команди через відсутність результатів, коли після 7 турів команда посідала 12-е місце. Команду спочатку тимчасово очолив Барак Іцхакі, а 9 грудня 2021 року Младена Крстаїча було призначено новим тренером команди. Сербський спеціаліст привів команду до третього місця в чемпіонаті та півфіналу Кубка країни. Наприкінці сезону клуб оголосив, що Крстаїч та його штаб не продовжать працювати з командою.

Новий логотип клубу у 2021—2024 роках з чотирма зірочками.

Напередодні сезону 2022/23 Владимир Івич повернувся на тренерську посаду, підписавши дворічну угоду, а через два тижні до команди повернувся і її лідер Еран Захаві. Втім, команда демонструвала слабкі результати в чемпіонаті, а також не змогла вийти до групового етапу Ліги конференцій. 3 січня 2023 року, після чвертьфінального матчу Кубка Ізраїлю, в якому «Маккабі» перемогло «Бней-Сахнін» з рахунком 5:0, команда опублікувала заяву про розірвання контракту Івича. Наступного дня команда оголосила, що його заміною стане Айтор Каранка. Під керівництвом іспанського тренера команда завершила сезон 2022/23, посівши третє місце в турнірній таблиці та вибувши у півфіналі Кубка Ізраїлю. За кілька днів до початку підготовки до наступного сезону, ізраїльська команда оголосила про звільнення Каранки.
У червні 2023 року «Маккабі» призначило Роббі Кіна своїм наступним головним тренером. Під його керівництвом команда виграла Кубок Тото і 25-те чемпіонство у своїй історії. Під час святкування цієї перемоги після гри команда показала нову емблему клубу з 5 зірками, що символізують 25 перемог у чемпіонаті. Також команда вдало виступила у єврокубках, де змогла виграти групу B Ліги конференцій і вийшла до 1/8 фіналу, де зустрілася з майбутнім переможцем турніру, «Олімпіакосом». Ізраїльтяни виграли перший матч на виїзді з рахунком 4:1, але програли матч-відповідь 1:6 після додаткового часу та вибули із турніру. Після завершення сезону, 7 червня 2024 року Роббі Кін оголосив про відхід з команди.
Команда розпочала сезон 2024/25 під керівництвом нового тренера, Жарко Лазтича, з яким кваліфікувалася до групового етапу Ліги Європи, посівши підсумкове 29-е місце. У грудні 2024 року команда виграла свій дев'ятий Кубок Тото, перемігши у фіналі «Маккабі» (Хайфа), а за підсумками сезону виграла свій другий чемпіонський титул поспіль. В кінці останньої гри команда провела церемонію прощання зі своєю легендою Захаві, який вирішив завершити кар'єру.
Як чемпіон Ізраїлю, клуб взяв участь у кваліфікації Ліги чемпіонів УЄФА сезону 2025/26, але вже в першому раунді вибув від кіпрського «Пафоса».

## Вболівальники

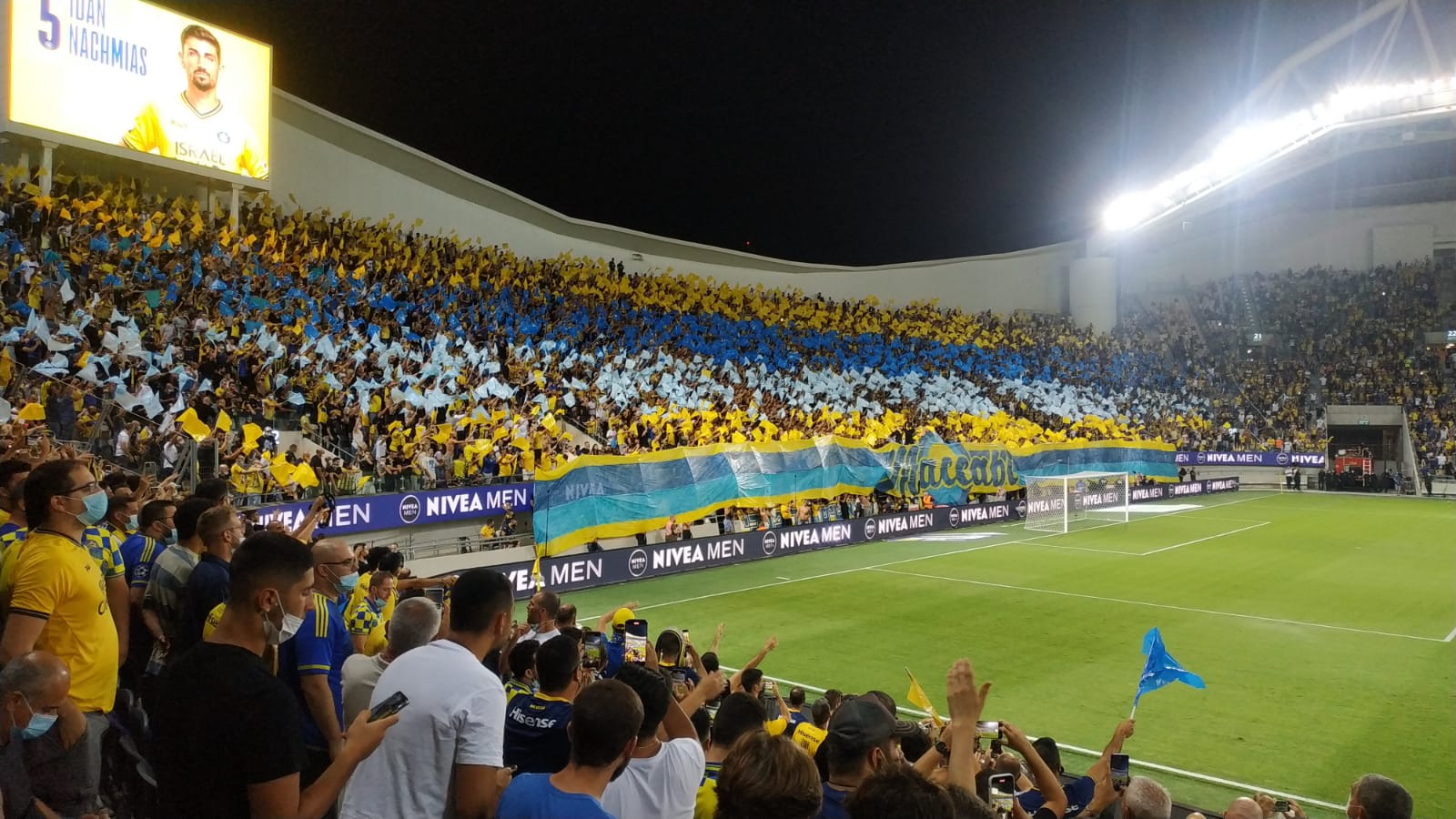
Вболівальники «Маккабі» на стадіоні «Блумфілд»

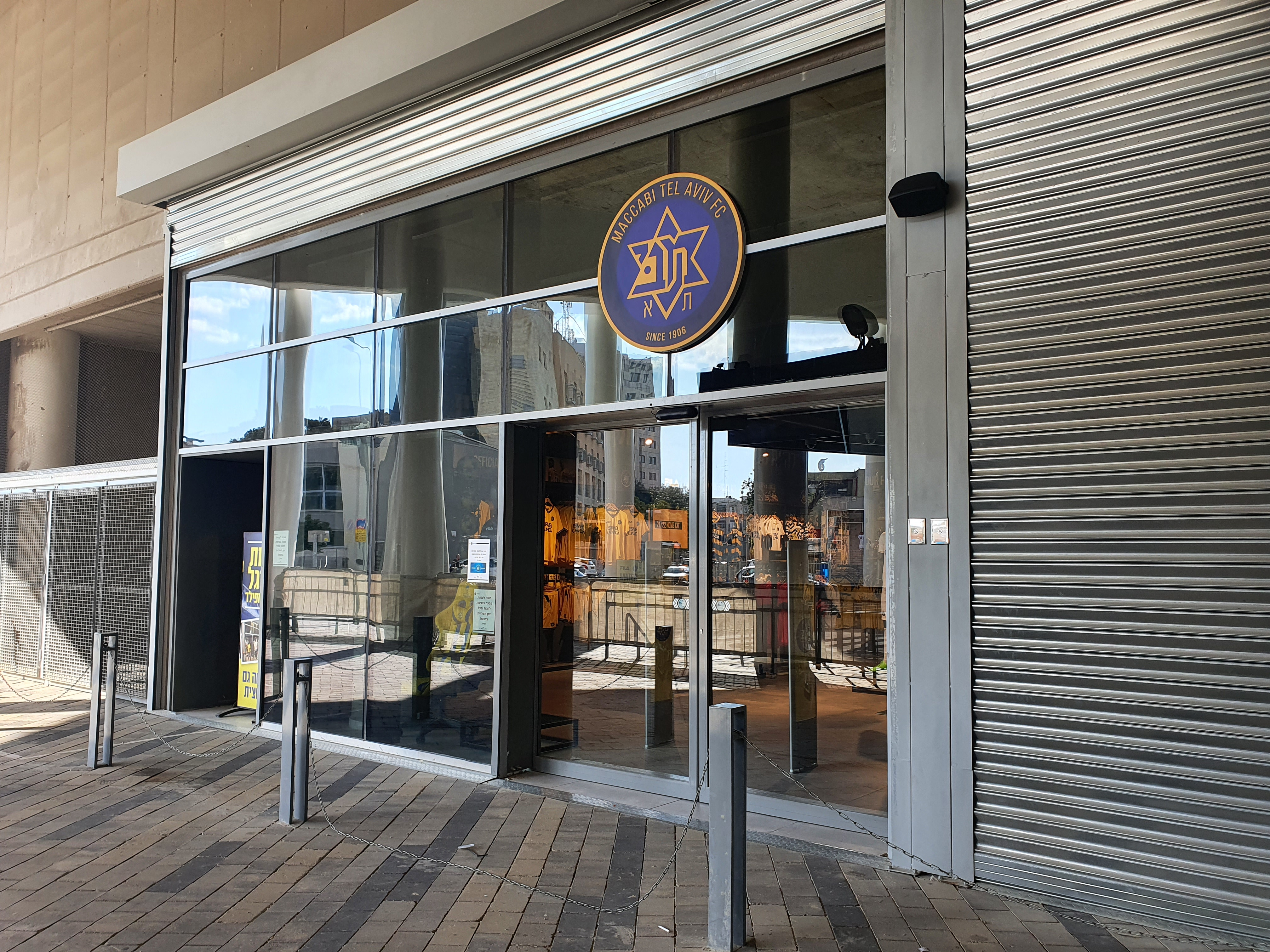
Офіційний магазин «Маккабі» на стадіоні «Блумфілд»

У «Маккабі» є одна основна фанатська організація «Maccabi Fanatics», яка розміщується на стадіоні біля воріт 11. Вони є близькими друзями VAK410 (ультрас «Аякса») з 2000-х років.
Опитування, проведене у березні 2012 року виданням Єдіот ахронот, показало, що «Маккабі» (Тель-Авів) було другою за популярністю командою серед ізраїльських футбольних уболівальників (23 %) одразу після «Маккабі» (Хайфа) (28 %). Те саме опитування показало, що 33 % жителів Тель-Авіва підтримують цю команду.
Згідно зі звітами New Israel Fund, вболівальники «Маккабі» з Тель-Авіва є другими за рівнем расизму в Ізраїлі після «Бейтара» (Єрусалим). Відомо, що вболівальники вигукують расистські образи та лайки на адресу арабських та темношкірих гравців, а гравці команди часто стикаються з расистськими образами з боку власних уболівальників команди. Зокрема, вболівальники вигукували антиарабські образи на адресу арабського гравця клубу Махарана Раді, а також видавали мавпячі звуки на адресу іншого власного футболіста, Баруха Дего, який є ефіопським євреєм.
Під час протестів 2020—2021 років проти Беньяміна Нетаньягу вболівальники «Маккабі» нападали на протестувальників з кийками та розбитими пляшками.
У листопаді 2024 року вболівальники «Маккабі» зіткнулися з пропалестинськими протестувальниками в Амстердамі після матчу проти «Аякса». Перед зіткненнями вболівальники «Маккабі» нападали на арабських жителів міста, крали та спалювали палестинські прапори, а також вигукували антипалестинські скандування.

## Суперництво

### Суперництво з «Хапоелем» (Тель-Авів)
Головним суперником «Маккабі» є «Хапоель» (Тель-Авів). Матчі між командами привертають велику увагу ізраїльської публіки та називаються тель-авівським дербі. Окрім того, що це команди з одного міста, суперництво між ними також ґрунтується на інших факторах. По-перше, з роками між клубами «Маккабі» та «Хапоель» склалася традиція суперництва. По-друге, з самого початку команди мали різні бази підтримки: «Маккабі» вважалося командою середнього класу, тоді як «Хапоель» вважався командою людей з робітничого класу. Дербі-матчі між командами є одними з найбурхливіших в Ізраїлі, і вболівальники обох команд схильні ображати один одного. У деяких випадках навіть траплялися акти насильства.

### Суперництво з «Маккабі» (Хайфа)
Ще одним традиційним ворогом клубу є «Маккабі» (Хайфа), оскільки це два найуспішніші ізраїльські футбольні клуби, які змагаються за лідерство у товаристві «Маккабі», а також ізраїльському футболі загалом.

## Стадіони
«Палмс Граунд», розташований у районі Флорентін, був першим повноцінним стадіоном клубу і використовувався «Маккабі» у 1923—1926 роках. Надалі клуб грав на стадіоні «Маккабі Граунд», розташований між Неве-Шаананом та Шапірою, і використовувався до 1935 року.
У 1935 році «Маккабі» переїхав грати на стадіон «Маккабія», розташований поблизу річки Яркон у Тель-Авіві, який мав місткість 20 000 глядачів і використовувався клубом протягом 26 сезонів (за винятком 1963—1966 років, коли «Маккабі» грало на стадіоні «Блумфілд»).
Після фінансової кризи, яка спіткала «Маккабі» в середині 1960-х років, голова команди Джеррі Бейт гаЛеві вирішив переїхати на стадіон «Блумфілд» на постійній основі й в 1969 році «Маккабі» припинило використовувати стадіон «Маккабія» для проведення офіційних ігор.
У 1985 році «Маккабі» переїхало грати на стадіон «Рамат-Ган» місткістю 41 583 глядачів, який залишався їх домашньою ареною до 2000 року (за винятком сезонів 1986/87 та 1995/96, коли команда грала на «Блумфілді»).
Починаючи з 2000 року стадіон «Блумфілд» у Тель-Авіві став офіційним домашнім стадіоном «Маккабі». У 2016—2019 роках команда тимчасово переїхала на стадіон «Нетанія» через розширення стадіону «Блумфілд». У 2019 році команда повернулася грати на стадіон «Блумфілд» після того, як його місткість була розширена до 29 400 місць.

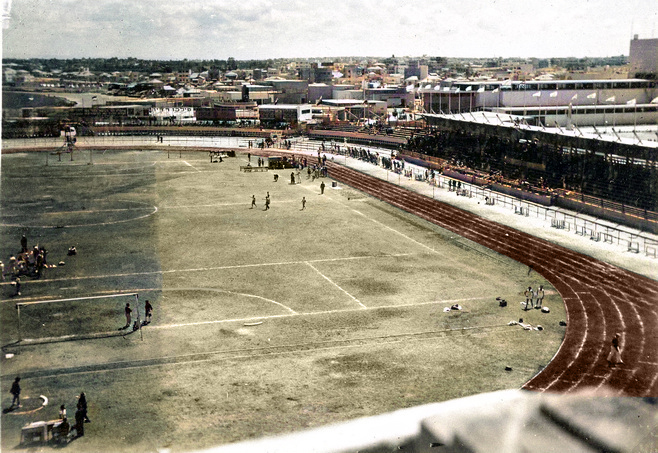
Стадіон «Маккабія»
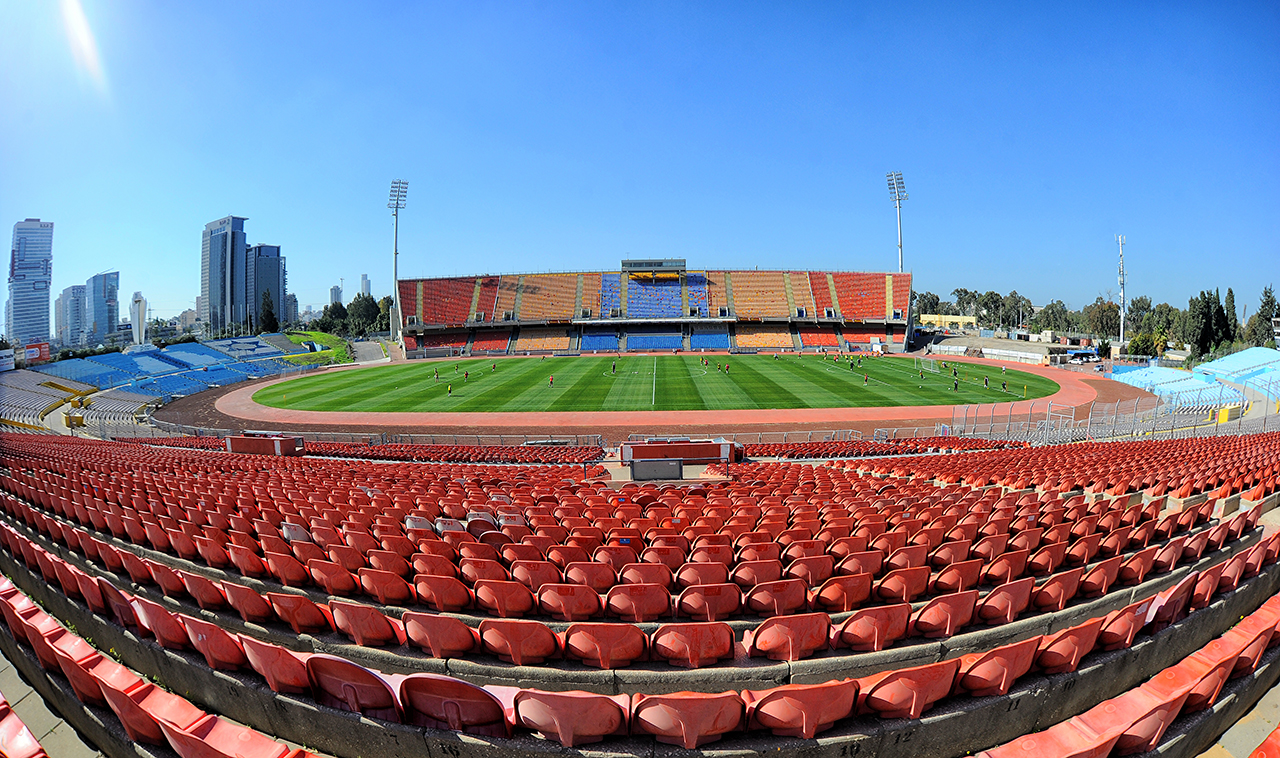
Стадіон «Рамат-Ган»
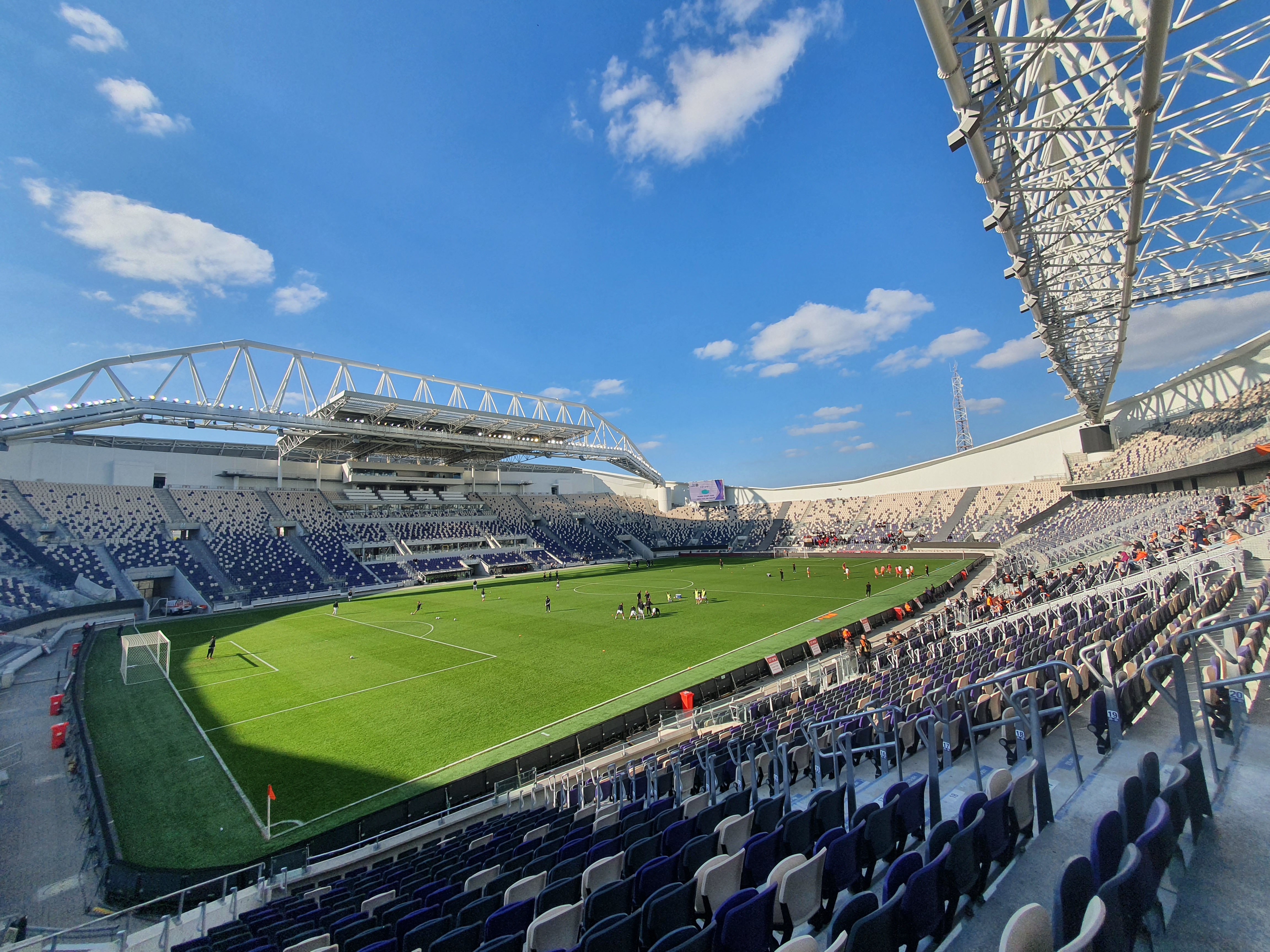
Стадіон «Блумфілд»

#### Тренувальний майданчик Кір'ят-Шалом
Тренувальний майданчик «Маккабі» розташований у південній частині Тель-Авіва, на околиці району Кір'ят-Шалом. Різні молодіжні команди «Маккабі» почали тренуватися на цьому комплексі в середині 1970-х років, а пізніше до них приєдналася і старша команда. Комплекс складається з чотирьох полів і включає два спортзали, процедурні кімнати та класи. Старша команда тренується на західному майданчику, біля роздягалень, на площі, яка в півтора раза більша за звичайне футбольне поле, з відремонтованими трибунами, що вміщують приблизно 100 вболівальників.
Неподалік від тренувальної бази старшої команди знаходиться синтетичне поле, одне з перших у своєму роді в Ізраїлі, яке служить тренувальною базою для всіх молодіжних команд «Маккабі». У північній частині комплексу знаходиться центральне поле молодіжної команди, вздовж якого розташовані дві трибуни місткістю понад 200 місць та обладнані місця для телевізійних трансляцій. Центральне поле використовується переважно командою «Маккабі» до 19 років, але юнацькі команди клубу також користуються цим газоном. Четверте і найменше поле — східне, яке використовується переважно для тренувань і часто для матчів дитячих команд. Комплекс має десять роздягалень, одна з яких використовується командами гостей, а також одну додаткову кімнату для суддів у дні матчів. Протягом сезону 2011/12 років на території також було побудовано тренажерну залу.

## Склад команди

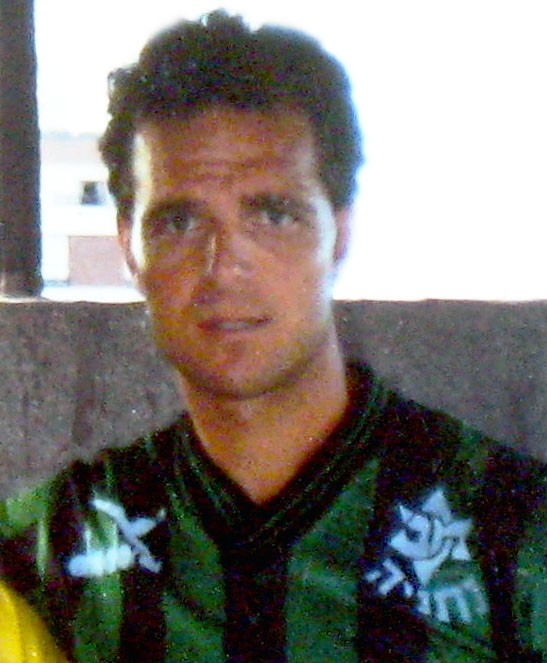
За Аві Коеном, який грав за клуб 13 сезонів (1973–1979, 1981–1987 та 1988–1990) і є одним із найвидатніших захисників в історії ізраїльського футболу, назавжди закріплений 9 номер у клубі.

Станом на 15 серпня 2025
| №  | Поз. | Нац.       | Гравець            |
| -- | ---- | ---------- | ------------------ |
| 1  | ВР   | Ізраїль    | Йоав Джерафі       |
| 2  | ЗХ   | Ізраїль    | Ноам Бен Харуш     |
| 3  | ЗХ   | Ізраїль    | Рой Ревіво         |
| 4  | ЗХ   | Бразилія   | Ейтор              |
| 5  | ЗХ   | Гвінея     | Мохамед Алі Камара |
| 6  | ЗХ   | Нідерланди | Тайрес Асанте      |
| 9  | НП   | Ізраїль    | Дор Тургеман       |
| 10 | НП   | Бразилія   | Весллі Пататі      |
| 11 | ПЗ   | Ізраїль    | Сагів Єгезкель     |
| 13 | ЗХ   | Ізраїль    | Раз Шломо          |
| 14 | ЗХ   | Ізраїль    | Денні Гроппер      |
| 15 | НП   | Ізраїль    | Йонас Маледе       |
| 18 | ЗХ   | Сербія     | Неманья Стоїч      |

| №  | Поз. | Нац.    | Гравець             |
| -- | ---- | ------- | ------------------- |
| 19 | НП   | Ізраїль | Елад Мадмон         |
| 22 | ВР   | Ізраїль | Офек Меліка         |
| 23 | ПЗ   | Польща  | Бен Ледерман        |
| 28 | ПЗ   | Малі    | Іссуф Сіссоко       |
| 30 | ПЗ   | Ізраїль | Ітамар Ной          |
| 33 | ПЗ   | Ізраїль | Гішам Лейоус        |
| 36 | ПЗ   | Ізраїль | Ідо Шахар           |
| 42 | ПЗ   | Ізраїль | Дор Перец (капітан) |
| 50 | ВР   | Ізраїль | Роеі Амеді          |
| 77 | ПЗ   | Ізраїль | Ошер Давіда         |
| 90 | ВР   | Ізраїль | Рої Мішпаті         |
| 98 | НП   | Молдова | Іон Ніколаєску      |
|    | ПЗ   | Сербія  | Кристиян Белич      |

### Закріплені номери
- 8 —  Аві Німні, нападник (1990–1997, 1998–2003, 2005–2008), провів за команду понад 400 матчів.
- 12 —  Мені Леві, захисник (2000—2002), у січні 2002 року під час матчу знепритомнів і з того часу прикутий до ліжка.

## Тренери
- Емануель Гур-Ар'є (1910s)
- Шимон Ратнер (192?–34)
- Егон Поллак (1934–39)
- Армін Вайсс (1939–41)
- Егон Поллак (1941–47)
- Джеррі Бейт гаЛеві (1947–52)
- Гаул Махліс (1952–53)
- Джеррі Бейт гаЛеві (1953–57)
- Йосеф Теслер (1957–59)
- Йосеф Мирманович (1959–61)
- Ігнац Молнар (1961–62)
- Ізраїль Галівнер (1962–62)
- Слаболо Станкович і  Джеррі Бейт гаЛеві (1962–64)
- Еліезер Шпігель (1966–67)
- Цві Ерліх (1967–67)
- Ізраїль Галівнер (1967–68)
- Йосеф Мирманович (1968–69)
- Давід Швейцер (1969–70)
- Ізраїль Галівнер (1970–71)
- Іцхак Шнеор (1971–72)
- Йосеф Мирманович (1972–73)
- Іцхак Шнеор (1973–76)
- Яаков Грундман (1976–78)
- Ніссім Бахар (1978–79)
- Цві Розен (1979–80)
- Зеєв Зельцер (1980–81)
- Яаков Грундман (1981–82)
- Ніссім Бахар (1982–83)
- Давід Швейцер (1983–85)
- Іцхак Шнеор (1983–85)
- Шимон Шенхар (1985–87)
- Гіора Шпігель і  Дрор Бар-Нур (1987–88)
- Йосеф Мирманович (1988–89)
- Ніссім Бахар (1989–90)
- Цві Розен (1990–91)
- Аврам Грант (1 липня 1991 – 30 червня 1995)
- Дрор Каштан (1 липня 1995 – 30 червня 1996)
- Аврам Грант (1 липня 1996 – 30 червня 2000)
- Шломо Шарф (2000)
- Нір Левін (2000–02)
- Нір Клінгер (1 липня 2002 – 5 грудня 2005)
- Тон Каанен (25 грудня 2005 – 30 травня 2006)
- Елі Коен (2006–07)
- Нір Левін (2007–08)
- Ран Бен-Шимон (2008)
- Марко Балбул (1 липня 2008 – 21 жовтня 2009)
- Нір Левін (2009–10)
- Йоссі Мізрахі (1 липня 2010 – 4 січня 2011)
- Мотті Іванір (10 січня 2011 – 6 грудня 2011)
- Нір Левін (в. о.) (12 грудня 2011 – 13 травня 2012)
- Оскар Гарсія (23 червня 2012 – 22 травня 2013)
- Паулу Соза (12 червня 2013 – 27 травня 2014)
- Оскар Гарсія (2 червня 2014 – 26 серпня 2014)
- Пако Аєстаран (26 серпня 2014 – 1 червня 2015)
- Славиша Йоканович (14 червня 2015 – 27 грудня 2015)
- Петер Бош (4 січня 2016 – 24 травня 2016)
- Шота Арвеладзе (16 червня 2016 – 4 січня 2017)
- Літу Відігал (11 лютого 2017 – 13 червня 2017)
- Йорді Кройф (14 червня 2017 – 31 травня 2018)
- Владимир Івич (31 травня 2018 – 6 липня 2020)
- Йоргос Доніс (11 серпня 2020 – 23 грудня 2020)
- Патрік ван Леувен (24 грудня 2020 – 26 жовтня 2021)
- Младен Крстаїч (9 грудня 2021 – 24 травня 2022)
- Владимир Івич (12 червня 2022 – 3 січня 2023)
- Айтор Каранка (4 січня 2023 – 25 червня 2023)
- Роббі Кін (26 червня 2023 – 7 червня 2024)
- Жарко Лазетич (24 червня 2024 – )

## Досягнення
Чемпіонат Ізраїлю з футболу:

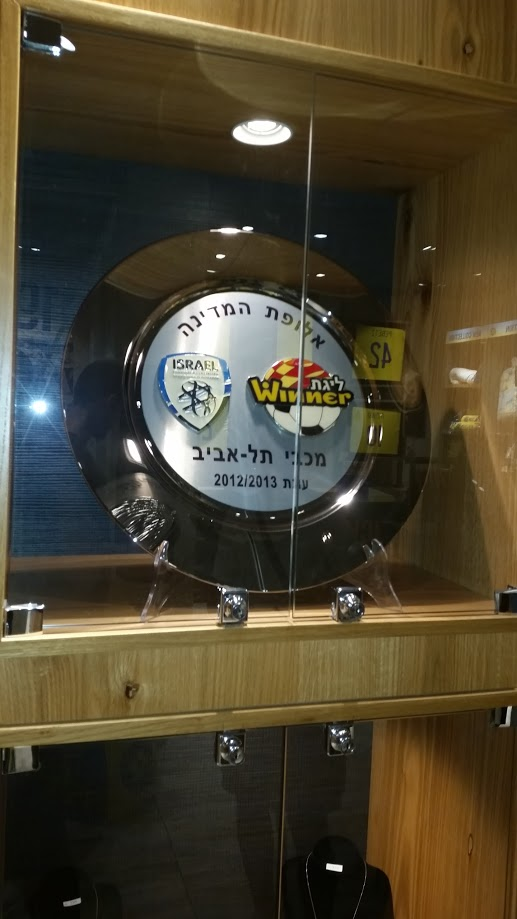
Трофей чемпіона Ізраїлю 2012/13 років.

- Чемпіон (26): 1935–36, 1937, 1939, 1941–42, 1946–47, 1949–50, 1951–52, 1953–54, 1955–56, 1957–58, 1967–68, 1969–70, 1971–72, 1976–77, 1978–79, 1991–92, 1994–95, 1995–96, 2002–03, 2012–13, 2013–14, 2014–15, 2018–19, 2019–20, 2023–24, 2024–25

Кубок Ізраїлю:
- Володар кубка (24): 1928–29, 1929–30, 1932–33, 1940–41, 1945–46, 1946–47, 1953–54, 1954–55, 1957–58, 1958–59, 1963–64, 1964–65, 1966–67, 1969–70, 1976–77, 1986–87, 1987–88, 1993–94, 1995–96, 2000–01, 2001–02, 2004–05, 2014–15, 2020–21

Клубний чемпіонат Азії:
- Чемпіон (2): 1968-69, 1970–71

Кубок Тото:
- Володар кубка (9): 1992–93, 1998–99, 2008–09, 2014–15, 2017–18, 2018–19, 2020, 2023–24, 2024–25

Суперкубок Ізраїлю:
- Володар кубка (8): |1965, 1968, 1977, 1979, 1988, 2019, 2020, 2024

Тривалий час між клубом і Футбольною асоціацією Ізраїлю існували суперечки щодо кількості чемпіонатів, виграних командою, до створення Держави Ізраїль у 1948 році. Згідно з даними асоціації, «Маккабі» виграло чотири чемпіонати до 1948 року, тоді як «Маккабі» наполягало на тому, що вони виграли п'ять чемпіонатів за цей період. Ця невідповідність пов'язана з титулом, виграним «Маккабі» у сезоні 1939 року. Тель-Авівська ліга, яку виграло «Маккабі» того року, була найсильнішою з трьох регіональних чемпіонатів Палестини того сезону. Лише у 2024 році суперечку було вирішено після того, як Ізраїльська футбольна асоціація визнала перемогу команди 1939 року офіційним чемпіонством, яке стало ювілейним 25-им для клубу

### Рекорди та досягнення
- Єдина команда, яка ніколи не вилітала з вищого дивізіону Ізраїлю. Найнижча позиція в лізі — 12 (1987/88)
- Команда з найбільшою кількістю «золотих дублів» — 7 (1946/47, 1953/54, 1957/58, 1969/70, 1976/77, 1995/96, 2014/15)
- Єдина команда, яка виграла «золотий дубль» без програшів у обох турнірах — 2 (1953/54, 1957/58)
- Найдовша безпрограшна серія в чемпіонаті — 44 матчі (10 листопада 1951 — 5 березня 1955)
- Найдовша домашня безпрограшна серія в чемпіонаті — 35 (1 вересня 2013 — 1 червня 2015)
- Найдовша виїзна безпрограшна серія в чемпіонаті — 34 (16 липня 1949 — 5 березня 1955)
- Рекордна кількість перемог за сезон в чемпіонаті — 30 (1966/68)
- Рекордна кількість поразок за сезон в чемпіонаті — 14 (2007/08, 2011/12)
- Рекордна кількість очок за сезон в чемпіонаті — 89 (2018/19)
- Рекордна кількість забитих голів за сезон в чемпіонаті — 103 (1949/50)
- Найбільша кількість пропущених голів за сезон в чемпіонаті — 53 (1990/91)
- Найменша кількість пропущених голів за сезон в чемпіонаті — 10 (2019/20)
- Найбільша різниця голів за сезон в чемпіонаті — 85 (1949/50, 103:18)
- Рекордна серія без пропущених голів за сезон в чемпіонаті — 1272 хвилини (почалась в останніх раундах сезону 2018/19 і продовжився в сезоні 2019/2020)
- Рекордна перевага за очками над командою, яка посідає друге місце, наприкінці сезону — 31 (2018/19)
- Рекордсмен за кількістю голів за сезон в чемпіонаті — 35 (Еран Захаві, 2015/16)[60]
- Найбільша перемога в чемпіонаті — 13:0 (проти «Маккабі» (Рішон-ле-Ціон), 1950)
- Найбільша поразка в чемпіонаті — 10:0 (проти «Маккабі» (Хайфа), 1988)
- Найбільша домашня перемога в чемпіонаті — 13:0 (проти «Маккабі» (Рішон-ле-Ціон), 1950)
- Найбільша домашня поразка в чемпіонаті — 4:0 (проти «Хапоеля» (Акко), 2006)
- Найбільша виїзна перемога в чемпіонаті — 7:0 (проти «Хапоеля» (Хайфа), 1994)
- Найбільша виїзна поразка в чемпіонаті — 10:0 (проти «Маккабі» (Хайфа), 1988)
- Найбільша перемога в турнірах під егідою УЄФА — 6:0 (проти «Жальгіріса», 2001 і «Желєзнічара», 2011)
- Найбільша поразка в турнірах під егідою УЄФА — 1:6 (проти «Олмпіакоса», 2024)
- Найкращий бомбардир клубу в історії — Аві Німні, 174
- Найбільша кількість матчів за клуб в історії — Менахем Белло, 498.

## Статистика по сезонах
| Сезон   | Див. | Ліга              | М.          | Кубок    | Кубок Тото | Суперкубок | Міжнародні                |
| ------- | ---- | ----------------- | ----------- | -------- | ---------- | ---------- | ------------------------- |
| 1928–29 | x    | x                 | x           | 1/4      | x          | x          | —                         |
| 1929–30 | x    | x                 | x           | Володар  | x          | x          | —                         |
| 1930–31 | x    | x                 | x           | Володар  | x          | x          | —                         |
| 1931–32 | 1    | Палестинська ліга | 5           | x        | x          | x          | —                         |
| 1932–33 | 1    | Палестинська ліга | x           | 1Р       | x          | x          | —                         |
| 1933–34 | 1    | Палестинська ліга | 5           | Чемпіон  | x          | x          | —                         |
| 1934–35 | 1    | Палестинська ліга | 5           | Фіналіст | x          | x          | —                         |
| 1935–36 | 1    | Палестинська ліга | Чемпіон     | 1Р       | x          | x          | —                         |
| 1936–37 | 1    | Палестинська ліга | x           | x        | x          | x          | —                         |
| 1937–38 | 1    | Палестинська ліга | Чемпіон     | 1/2      | x          | x          | —                         |
| 1938–39 | 1    | Палестинська ліга | 2           | Фіналіст | x          | x          | —                         |
| 1939–40 | 1    | Палестинська ліга | 1           | 1/2      | x          | x          | —                         |
| 1940–41 | 1    | Палестинська ліга | 3           | Фіналіст | x          | x          | —                         |
| 1941–42 | 1    | Палестинська ліга | Віцечемпіон | Володар  | x          | x          | —                         |
| 1942–43 | 1    | Палестинська ліга | x           | 1/2      | x          | x          | —                         |
| 1943–44 | 1    | Палестинська ліга | 4           | 1/8      | x          | x          | —                         |
| 1944–45 | 1    | Палестинська ліга | 4           | 1/8      | x          | x          | —                         |
| 1945–46 | 1    | Палестинська ліга | x           | x        | x          | x          | —                         |
| 1946–47 | 1    | Палестинська ліга | Чемпіон     | Володар  | x          | x          | —                         |
| 1947–48 | 1    | Палестинська ліга | Віцечемпіон | Володар  | x          | x          | —                         |
| 1948–49 | 1    | Ізраїльська ліга  | x           | x        | x          | x          | —                         |
| 1949–50 | 1    | Ізраїльська ліга  | Чемпіон     | x        | x          | x          | —                         |
| 1950–51 | 1    | Ізраїльська ліга  | x           | x        | x          | x          | —                         |
| 1951–52 | 1    | Ліга Алеф         | Чемпіон     | Фіналіст | x          | x          | —                         |
| 1952–53 | 1    | Ліга Алеф         | x           | x        | x          | x          | —                         |
| 1953–54 | 1    | Ліга Алеф         | Чемпіон     | Володар  | x          | x          | —                         |
| 1954–55 | 1    | Ліга Алеф         | Віцечемпіон | Володар  | x          | x          | —                         |
| 1955–56 | 1    | Ліга Леуміт       | Чемпіон     | x        | x          | x          | —                         |
| 1956–57 | 1    | Ліга Леуміт       | 3           | 1/2      | x          | —          | —                         |
| 1957–58 | 1    | Ліга Леуміт       | Чемпіон     | Володар  | x          | x          | —                         |
| 1958–59 | 1    | Ліга Леуміт       | 3           | Володар  | x          | x          | —                         |
| 1959–60 | 1    | Ліга Леуміт       | Віцечемпіон | x        | x          | x          | —                         |
| 1960–61 | 1    | Ліга Леуміт       | 4           | 1/8      | x          | x          | —                         |
| 1961–62 | 1    | Ліга Леуміт       | 10          | Фіналіст | x          | —          | —                         |
| 1962–63 | 1    | Ліга Леуміт       | 7           | 1/8      | x          | x          | —                         |
| 1963–64 | 1    | Ліга Леуміт       | 5           | Володар  | x          | x          | —                         |
| 1964–65 | 1    | Ліга Леуміт       | 4           | Чемпіон  | x          | Володар    | —                         |
| 1965–66 | 1    | Ліга Леуміт       | Віцечемпіон | 1/4      | x          | —          | —                         |
| 1966–67 | 1    | Ліга Леуміт       | Чемпіон     | Володар  | x          | x          | —                         |
| 1967–68 | 1    | Ліга Леуміт       | Чемпіон     | 1/8      | x          | Володар    | —                         |
| 1968–69 | 1    | Ліга Леуміт       | Віцечемпіон | 1/2      | x          | —          | 1 АКЧ — Чемпіон           |
| 1969–70 | 1    | Ліга Леуміт       | Чемпіон     | Володар  | x          | Фіналіст   | —                         |
| 1970–71 | 1    | Ліга Леуміт       | 10          | 1/2      | x          | —          | 1 АКЧ — Чемпіон           |
| 1971–72 | 1    | Ліга Леуміт       | Чемпіон     | 1/2      | x          | x          | —                         |
| 1972–73 | 1    | Ліга Леуміт       | 4           | 1/4      | x          | x          | —                         |
| 1973–74 | 1    | Ліга Леуміт       | Віцечемпіон | 1/2      | x          | —          | —                         |
| 1974–75 | 1    | Ліга Леуміт       | 4           | 1/16     | x          | —          | —                         |
| 1975–76 | 1    | Ліга Леуміт       | 7           | Фіналіст | x          | —          | —                         |
| 1976–77 | 1    | Ліга Леуміт       | Чемпіон     | Володар  | x          | Володар    | —                         |
| 1977–78 | 1    | Ліга Леуміт       | 3           | 1/8      | x          | —          | —                         |
| 1978–79 | 1    | Ліга Леуміт       | Чемпіон     | Фіналіст | x          | Володар    | —                         |
| 1979–80 | 1    | Ліга Леуміт       | 5           | 1/       | x          | —          | —                         |
| 1980–81 | 1    | Ліга Леуміт       | 8           | 1/16     | x          | —          | —                         |
| 1981–82 | 1    | Ліга Леуміт       | 8           | 1/8      | x          | —          | —                         |
| 1982–83 | 1    | Ліга Леуміт       | 5           | Фіналіст | x          | —          | —                         |
| 1983–84 | 1    | Ліга Леуміт       | 5           | 1/2      | x          | —          | —                         |
| 1984–85 | 1    | Ліга Леуміт       | 7           | 1/8      | Група      | —          | —                         |
| 1985–86 | 1    | Ліга Леуміт       | 3           | 1/2      | 1/2        | —          | —                         |
| 1986–87 | 1    | Ліга Леуміт       | 3           | Володар  | 1/2        | x          | —                         |
| 1987–88 | 1    | Ліга Леуміт       | 12          | Володар  | Група      | Володар    | —                         |
| 1988–89 | 1    | Ліга Леуміт       | 8           | 1/8      | 1/2        | —          | —                         |
| 1989–90 | 1    | Ліга Леуміт       | 4           | 1/8      | Група      | —          | —                         |
| 1990–91 | 1    | Ліга Леуміт       | 5           | 1/8      | Група      | x          | —                         |
| 1991–92 | 1    | Ліга Леуміт       | Чемпіон     | Фіналіст | Фіналіст   | x          | —                         |
| 1992–93 | 1    | Ліга Леуміт       | Вічечемпіон | Фіналіст | Володар    | x          | 1 ЛЧ — 1Р                 |
| 1993–94 | 1    | Ліга Леуміт       | Віцечемпіон | Володар  | 1/2        | x          | —                         |
| 1994–95 | 1    | Ліга Леуміт       | Чемпіон     | 1/8      | Фіналіст   | x          | 2 КВК — 1Р                |
| 1995–96 | 1    | Ліга Леуміт       | Чемпіон     | Володар  | Група      | x          | 1 ЛЧ — Кв                 |
| 1996–97 | 1    | Ліга Леуміт       | 6           | Фіналіст | 1/2        | x          | 1 ЛЧ — Кв → 3 КУ — 1Р     |
| 1997–98 | 1    | Ліга Леуміт       | 6           | 1/8      | Фіналіст   | x          | —                         |
| 1998–99 | 1    | Ліга Леуміт       | Віцечемпіон | 1/8      | Володар    | x          | —                         |
| 1999—00 | 1    | Прем'єр-ліга      | 6           | 1/8      | 1/8        | x          | 3 КУ — 1Р                 |
| 2000–01 | 1    | Прем'єр-ліга      | 4           | Володар  | 1/8        | x          | —                         |
| 2001–02 | 1    | Прем'єр-ліга      | 3           | Володар  | 1/2        | x          | 2 КУ — 2Р                 |
| 2002–03 | 1    | Прем'єр-ліга      | Чемпіон     | 1/2      | 1/2        | x          | 2 КУ — 1Р                 |
| 2003–04 | 1    | Прем'єр-ліга      | Віцечемпіон | 1/4      | Група      | x          | 1 ЛЧ — Кв2                |
| 2004–05 | 1    | Прем'єр-ліга      | 8           | Володар  | 1/4        | x          | 1 ЛЧ — Група              |
| 2005–06 | 1    | Прем'єр-ліга      | 6           | 1/8      | 1/2        | x          | 2 КУ — Кв2                |
| 2006–07 | 1    | Прем'єр-ліга      | 3           | 1/8      | Група      | x          | —                         |
| 2007–08 | 1    | Прем'єр-ліга      | 6           | 1/16     | 1/4        | x          | 2 КУ — Кв2                |
| 2008–09 | 1    | Прем'єр-ліга      | 6           | 1/16     | Володар    | x          | —                         |
| 2009–10 | 1    | Прем'єр-ліга      | 3           | 1/8      | 1/2        | x          | —                         |
| 2010–11 | 1    | Прем'єр-ліга      | 3           | 1/16     | 1/2        | x          | 2 ЛЄ — ПО                 |
| 2011–12 | 1    | Прем'єр-ліга      | 6           | 1/16     | 1/4        | x          | 2 ЛЄ — Група              |
| 2012–13 | 1    | Прем'єр-ліга      | Чемпіон     | 1/8      | 1/4        | x          | —                         |
| 2013–14 | 1    | Прем'єр-ліга      | Чемпіон     | 1/16     | x          | x          | 1 ЛЧ — Кв3 → 2 ЛЄ — 1/16  |
| 2014–15 | 1    | Прем'єр-ліга      | Чемпіон     | Володар  | Володар    | x          | 1 ЛЧ — Кв3 → 2 ЛЄ — ПО    |
| 2015–16 | 1    | Прем'єр-ліга      | Віцечемпіон | Фіналіст | Група      | Фіналіст   | 1 ЛЧ — Група              |
| 2016–17 | 1    | Прем'єр-ліга      | Віцечемпіон | Фіналіст | 1/4        | —          | 2 ЛЄ — Група              |
| 2017–18 | 1    | Прем'єр-ліга      | Віцечемпіон | 1/8      | Володар    | —          | 2 ЛЄ — Група              |
| 2018–19 | 1    | Прем'єр-ліга      | Чемпіон     | 1/2      | Володар    | —          | 2 ЛЄ — ПО                 |
| 2019–20 | 1    | Прем'єр-ліга      | Чемпіон     | 1/16     | Фіналіст   | Володар    | 1 ЛЧ — Кв2 → 2 ЛЄ — Кв3   |
| 2020–21 | 1    | Прем'єр-ліга      | Віцечемпіон | Володар  | Володар    | Володар    | 1 ЛЧ — ПО → 2 ЛЄ — 1/16   |
| 2021–22 | 1    | Прем'єр-ліга      | 3           | 1/2      | 6          | Фіналіст   | 3 ЛК — 1/16               |
| 2022–23 | 1    | Прем'єр-ліга      | 3           | 1/2      | 7          | —          | 3 ЛК — ПО                 |
| 2023–24 | 1    | Прем'єр-ліга      | Чемпіон     | 1/4      | Володар    | —          | 3 ЛК — 1/8                |
| 2024–25 | 1    | Прем'єр-ліга      | Чемпіон     | 1/8      | Володар    | Володар    | 1 ЛЧ — Кв2 → 2 ЛЄ — Група |
| 2025–26 | 1    | Прем'єр-ліга      | ?           | ?        | ?          | Фіналіст   | 1 ЛЧ — Кв2 → 2 ЛЄ — ПО    |
| Сезон   | Див. | Ліга              | М.          | Кубок    | Кубок Тото | Суперкубок | Міжнародні                |

## Виступи в єврокубках
| Сезон   | Змагання               | Раунд     | Клуб                    | Вдома      | На виїзді | В сукупності |
| ------- | ---------------------- | --------- | ----------------------- | ---------- | --------- | ------------ |
| 1992–93 | Ліга чемпіонів         | КР        | Валетта                 | 1–0        | 2–1       | 3–1          |
| 1992–93 | Ліга чемпіонів         | Р1        | Брюгге                  | 0–1        | 0–3       | 0–4          |
| 1994–95 | Кубок володарів кубків | КР        | Кеплавік                | 4–1        | 2–1       | 6–2          |
| 1994–95 | Кубок володарів кубків | Р1        | Вердер                  | 0–0        | 0–2       | 0–2          |
| 1995–96 | Ліга чемпіонів         | КР        | Грассгоппер             | 0–1        | 1–1       | 1–2          |
| 1996–97 | Ліга чемпіонів         | КР        | Фенербахче              | 0–1        | 1–1       | 1–2          |
| 1996–97 | Кубок УЄФА             | Р1        | Тенерифе                | 1–1        | 2–3       | 3–4          |
| 1999–00 | Кубок УЄФА             | КР        | Каунас                  | 3–1        | 1–2       | 4–3          |
| 1999–00 | Кубок УЄФА             | Р1        | Ланс                    | 2–2        | 1–2       | 3–4          |
| 2001–02 | Кубок УЄФА             | КР        | Жальгіріс               | 6–0        | 1–0       | 7–0          |
| 2001–02 | Кубок УЄФА             | Р1        | Динамо Загреб           | 1–1        | 2–2       | 3–3 (г)      |
| 2001–02 | Кубок УЄФА             | Р2        | Рода                    | 2–1        | 1–4       | 3–5          |
| 2002–03 | Кубок УЄФА             | КР1       | ФКІ Левадія             | 2–0        | 2–0       | 4–0          |
| 2002–03 | Кубок УЄФА             | Р1        | Боавішта                | 1–0        | 1–4       | 2–4          |
| 2003–04 | Ліга чемпіонів         | КР2       | Жиліна                  | 1–1        | 0–1       | 1–2          |
| 2004–05 | Ліга чемпіонів         | КР2       | ГІК                     | 1–0        | 0–0       | 1–0          |
| 2004–05 | Ліга чемпіонів         | КР3       | ПАОК                    | 1–0        | 3–0       | 4–0          |
| 2004–05 | Ліга чемпіонів         | Група C   | Баварія                 | 0–1        | 1–5       | 4-е місце    |
| 2004–05 | Ліга чемпіонів         | Група C   | Ювентус                 | 1–1        | 0–1       | 4-е місце    |
| 2004–05 | Ліга чемпіонів         | Група C   | Аякс                    | 2–1        | 0–3       | 4-е місце    |
| 2005–06 | Кубок УЄФА             | КР2       | АПОЕЛ                   | 2–2 дод.ч. | 0–1       | 2–3          |
| 2007–08 | Кубок УЄФА             | КР1       | Санта-Колома            | 4–0        | 0–1       | 4–1          |
| 2007–08 | Кубок УЄФА             | КР2       | Кайсері Ерджіясспор     | 1–1        | 1–3       | 2–4          |
| 2010–11 | Ліга Європи            | КР2       | Могрен                  | 2–0        | 1–2       | 3–2          |
| 2010–11 | Ліга Європи            | КР3       | Олімпіакос              | 1–0        | 1–2       | 2–2 (г)      |
| 2010–11 | Ліга Європи            | ПО        | ПСЖ                     | 4–3        | 0–2       | 4–5          |
| 2011–12 | Ліга Європи            | КР2       | Хазар-Ленкорань         | 3–1        | 0–0       | 3–1          |
| 2011–12 | Ліга Європи            | КР3       | Желєзнічар              | 6–0        | 2–0       | 8–0          |
| 2011–12 | Ліга Європи            | ПО        | Панатінаїкос            | 3–0        | 1–2       | 4–2          |
| 2011–12 | Ліга Європи            | Група E   | Бешикташ                | 2–3        | 1–5       | 4-е місце    |
| 2011–12 | Ліга Європи            | Група E   | Динамо (Київ)           | 1–1        | 3–3       | 4-е місце    |
| 2011–12 | Ліга Європи            | Група E   | Сток Сіті               | 1–2        | 0–3       | 4-е місце    |
| 2013–14 | Ліга чемпіонів         | КР2       | Дьйор                   | 2–1        | 2–0       | 4–1          |
| 2013–14 | Ліга чемпіонів         | КР3       | Базель                  | 3–3        | 0–1       | 3–4          |
| 2013–14 | Ліга Європи            | ПО        | ПАОК                    | Прохід     | Прохід    | Прохід       |
| 2013–14 | Ліга Європи            | Група F   | Бордо                   | 1–0        | 2–1       | 2-е місце    |
| 2013–14 | Ліга Європи            | Група F   | АПОЕЛ                   | 0–0        | 0–0       | 2-е місце    |
| 2013–14 | Ліга Європи            | Група F   | Айнтрахт Франкфурт      | 4–2        | 0–2       | 2-е місце    |
| 2013–14 | Ліга Європи            | 1/16      | Базель                  | 0–0        | 0–3       | 0–3          |
| 2014–15 | Ліга чемпіонів         | КР2       | Санта-Колома            | 2–0        | 1–0       | 3–0          |
| 2014–15 | Ліга чемпіонів         | КР3       | Марибор                 | 2–2        | 0–1       | 2–3          |
| 2014–15 | Ліга Європи            | ПО        | Астерас                 | 3–1        | 0–2       | 3–3          |
| 2015–16 | Ліга чемпіонів         | КР2       | Гіберніанс              | 5–1        | 1–2       | 6–3          |
| 2015–16 | Ліга чемпіонів         | КР3       | Вікторія Пльзень        | 1–2        | 2–0       | 3–2          |
| 2015–16 | Ліга чемпіонів         | ПО        | Базель                  | 1–1        | 2–2       | 3–3 (г)      |
| 2015–16 | Ліга чемпіонів         | Група G   | Челсі                   | 0–4        | 0–4       | 4-е місце    |
| 2015–16 | Ліга чемпіонів         | Група G   | Динамо (Київ)           | 0–2        | 0–1       | 4-е місце    |
| 2015–16 | Ліга чемпіонів         | Група G   | Порту                   | 1–3        | 0–2       | 4-е місце    |
| 2016–17 | Ліга Європи            | КР1       | Гориця                  | 3–0        | 1–0       | 4–0          |
| 2016–17 | Ліга Європи            | КР2       | Кайрат                  | 2–1        | 1–1       | 3–2          |
| 2016–17 | Ліга Європи            | КР3       | Пандурій                | 2–1        | 3–1       | 5–2          |
| 2016–17 | Ліга Європи            | ПО        | Хайдук (Спліт)          | 2–1        | 1–2       | 3–3 (4–3 п)  |
| 2016–17 | Ліга Європи            | Група D   | Зеніт (Санкт-Петербург) | 3–4        | 0–2       | 3-е місце    |
| 2016–17 | Ліга Європи            | Група D   | АЗ                      | 0–0        | 2–1       | 3-е місце    |
| 2016–17 | Ліга Європи            | Група D   | Дандолк                 | 2–1        | 0–1       | 3-е місце    |
| 2017–18 | Ліга Європи            | КР1       | Тирана                  | 2–0        | 3–0       | 5–0          |
| 2017–18 | Ліга Європи            | КР2       | КР                      | 3–1        | 2–0       | 5–1          |
| 2017–18 | Ліга Європи            | КР3       | Паніоніос               | 1–0        | 1–0       | 2–0          |
| 2017–18 | Ліга Європи            | ПО        | Альтах                  | 2–2        | 1–0       | 3–2          |
| 2017–18 | Ліга Європи            | Група A   | Вільярреал              | 0–0        | 1–0       | 4-е місце    |
| 2017–18 | Ліга Європи            | Група A   | Астана                  | 0–1        | 0–4       | 4-е місце    |
| 2017–18 | Ліга Європи            | Група A   | Славія (Прага)          | 0–2        | 0–1       | 4-е місце    |
| 2018–19 | Ліга Європи            | КР1       | Ференцварош             | 1–0        | 1–1       | 2–1          |
| 2018–19 | Ліга Європи            | КР2       | Раднички (Ниш)          | 2–0        | 2–2       | 4–2          |
| 2018–19 | Ліга Європи            | КР3       | Пюнік                   | 2–1        | 0–0       | 2–1          |
| 2018–19 | Ліга Європи            | ПО        | Сарпсборг 08            | 2–1        | 1–3       | 3–4          |
| 2019–20 | Ліга чемпіонів         | КР2       | ЧФР (Клуж-Напока)       | 2–2        | 0–1       | 2–3          |
| 2019–20 | Ліга Європи            | КР3       | Судува                  | 1–2        | 1–2       | 2–4          |
| 2020–21 | Ліга чемпіонів         | КР1       | Рига                    | 2–0        | —         | 2–0          |
| 2020–21 | Ліга чемпіонів         | КР2       | Судува                  | —          | 3–0       | 3–0          |
| 2020–21 | Ліга чемпіонів         | КР3       | Динамо-Берестя          | 1–0        | —         | 1–0          |
| 2020–21 | Ліга чемпіонів         | ПО        | Ред Булл (Зальцбург)    | 1–2        | 1–3       | 2–5          |
| 2020–21 | Ліга Європи            | Група I   | Вільярреал              | 1–1        | 0–4       | 2-е місце    |
| 2020–21 | Ліга Європи            | Група I   | Карабах (Агдам)         | 1–0        | 1–1       | 2-е місце    |
| 2020–21 | Ліга Європи            | Група I   | Сівасспор               | 1–0        | 2–1       | 2-е місце    |
| 2020–21 | Ліга Європи            | 1/16      | Шахтар (Донецьк)        | 0–2        | 0–1       | 0–3          |
| 2021–22 | Ліга конференцій       | КР2       | Сутьєска                | 3–1        | 0–0       | 3–1          |
| 2021–22 | Ліга конференцій       | КР3       | Спартак (Трнава)        | 1–0        | 0–0       | 1–0          |
| 2021–22 | Ліга конференцій       | ПО        | Шахтар (Караганда)      | 2–0        | 2–1       | 4–1          |
| 2021–22 | Ліга конференцій       | Група A   | Алашкерт                | 4–1        | 1–1       | 2-е місце    |
| 2021–22 | Ліга конференцій       | Група A   | ЛАСК                    | 0–1        | 1–1       | 2-е місце    |
| 2021–22 | Ліга конференцій       | Група A   | ГІК                     | 3–0        | 5–0       | 2-е місце    |
| 2021–22 | Ліга конференцій       | 1/16      | ПСВ                     | 1–1        | 0–1       | 1–2          |
| 2022–23 | Ліга конференцій       | КР2       | Зіра                    | 0–0        | 3–0       | 3–0          |
| 2022–23 | Ліга конференцій       | КР3       | Аріс (Салоніки)         | 2–0        | 1–2       | 3–2          |
| 2022–23 | Ліга конференцій       | ПО        | Ніцца                   | 1–0        | 0–2       | 1–2, дод.ч.  |
| 2023/24 | Ліга конференцій       | КР2       | Петрокуб                | 3–0        | 2–0       | 5–0          |
| 2023/24 | Ліга конференцій       | КР3       | АЕК (Ларнака)           | 1–0        | 1–1       | 2–1          |
| 2023/24 | Ліга конференцій       | ПО        | Целє                    | 4–1        | 1–1       | 5–2          |
| 2023/24 | Ліга конференцій       | Група B   | Гент                    | 3–1        | 0–2       | 1-е місце    |
| 2023/24 | Ліга конференцій       | Група B   | Зоря (Луганськ)         | 3–2        | 3–1       | 1-е місце    |
| 2023/24 | Ліга конференцій       | Група B   | Брєйдаблік              | 3–2        | 2–1       | 1-е місце    |
| 2023/24 | Ліга конференцій       | 1/8       | Олімпіакос              | 1–6        | 4–1       | 5–7, дод.ч.  |
| 2024–25 | Ліга чемпіонів         | КР2       | Стяуа                   | 1–0        | 1–1       | 2–1          |
| 2024–25 | Ліга Європи            | КР3       | Паневежис               | 3–0        | 2–1       | 5–1          |
| 2024–25 | Ліга Європи            | ПО        | ТСЦ                     | 3–0        | 5–1       | 8–1          |
| 2024–25 | Ліга Європи            | Етап ліги | Порту                   | 0–1        | —         | 29-е місце   |
| 2024–25 | Ліга Європи            | Етап ліги | Аякс (Амстердам)        | —          | 0–5       | 29-е місце   |
| 2024–25 | Ліга Європи            | Етап ліги | Реал Сосьєдад           | 1–2        | —         | 29-е місце   |
| 2024–25 | Ліга Європи            | Етап ліги | Брага                   | —          | 1–2       | 29-е місце   |
| 2024–25 | Ліга Європи            | Етап ліги | Мідтьюлланн             | 0–2        | —         | 29-е місце   |
| 2024–25 | Ліга Європи            | Етап ліги | Буде-Глімт              | —          | 1–3       | 29-е місце   |
| 2024–25 | Ліга Європи            | Етап ліги | РФШ                     | 2–1        | —         | 29-е місце   |
| 2024–25 | Ліга Європи            | Етап ліги | Бешикташ                | —          | 3–1       | 29-е місце   |
| 2025–26 | Ліга чемпіонів         | КР2       | Пафос                   | 0–1        | 1–1       | 1–2          |
| 2025–26 | Ліга Європи            | КР3       | Хамрун Спартанс         | 3–1        | 2–1       | 5–2          |
| 2025–26 | Ліга Європи            | ПО        | Динамо (Київ)           |            |           |              |

## Форма та спонсори
| Роки      | Виробник форми     | Титульний спонсор                      |
| --------- | ------------------ | -------------------------------------- |
| 1976–1977 | Umbro              | Goldstar                               |
| 1981–1983 | Puma               | Baruch Fashion                         |
| 1983–1984 | Власне виробництво | Baruch Fashion                         |
| 1984–1987 | Puma               | Baruch Fashion                         |
| 1987–1989 | Nike               | Delta Textile                          |
| 1989–1991 | Diadora            | Перший міжнародний банк                |
| 1991–1992 | Diadora            | דיסקוטק פלדיום                         |
| 1991–1992 | Diadora            | בנייני יוניוב                          |
| 1991–1992 | Diadora            | ראפלס (Strauss Group)                  |
| 1992–1993 | Diadora            |                                        |
| 1993–1997 | Diadora            | Visa                                   |
| 1997–1999 | Adidas             | Visa                                   |
| 1999–2000 | Adidas             | Sony                                   |
| 2000–2002 | Adidas             | Bezeq                                  |
| 2002–2005 | Diadora            | Bezeq                                  |
| 2005–2006 | Diadora            | Resido                                 |
| 2006–2007 | Diadora            | Chevrolet (2006)/Sony Bravia (2006–07) |
| 2007–2008 | Diadora            | Cellcom                                |
| 2008–2009 | Diadora            | Chevrolet                              |
| 2009–2010 | Kappa              | Paygea                                 |
| 2010–2011 | Puma               | Paygea                                 |
| 2011–2013 | Under Armour       | Без спонсора                           |
| 2013–2014 | Macron             | Без спонсора                           |
| 2014–2015 | Adidas             | Без спонсора                           |
| 2015–2016 | Adidas             | UNICEF                                 |
| 2016–2017 | Adidas             | Без спонсора                           |
| 2017–2018 | Власне виробництво | Без спонсора                           |
| 2018–2019 | Власне виробництво | PenguinPickUp                          |
| 2019–2021 | Fila               | PenguinPickUp                          |
| 2021–2024 | Fila               | Israel Canada                          |
| 2024–2025 | Fila               | Pelephone                              |
| 2025–     | Puma               | Pelephone                              |

Востаннє оновлено: 30 липня 2025
Джерело: MaccabiPedia/Uniform portal

### Основна форма
| 2011/12 | 2012/13 | 2013/14 | 2014/15 | 2015/16 | 2016/17 | 2017/18 | 2018/19 | 2019/20 | 2020/21 | 2021/22 | 2022/23 | 2023/24 | 2024/25 |

### Запасна форма
| 2011/12 | 2012/13 | 2013/14 | 2014/15 | 2015/16 | 2016/17 | 2017/18 | 2018/19 | 2019/20 | 2020/21 | 2021/22 | 2022/23 | 2023/24 | 2024/25 |

### Резервна форма
| 2011/12 | 2014/15 | 2015/16 | 2016/17 | 2017/18 | 2018/19 | 2019/20 | 2021/22 | 2023/24 | 2024/25 |